# SF映画の一覧
SF映画の一覧は、年代別に分けてある。サイエンス・フィクションがメインテーマとして挙げられている映画がこのリストに含まれているが、ドラマ、ミステリー、アクション、ホラー、コメディといったほかの要素も含まれている場合がある。

## 一覧

### 1920年以前
| 1902                                                |                                           |                                 |                |          |
| 月世界旅行 A Trip to the Moon                       | ジョルジュ・メリエス                      |                                 | フランス       | 短編映画 |
| 1907                                                |                                           |                                 |                |          |
| 海底2万マイル 20.000 Lieues Sous les Mers           | ジョルジュ・メリエス                      |                                 | フランス       | 短編映画 |
| 1911                                                |                                           |                                 |                |          |
| Aerial Anarchists                                   | ウォルター・ブース                        |                                 | イギリス       |          |
| 1916                                                |                                           |                                 |                |          |
| Verdens Undergang                                   | オーガスト・ブロム                        |                                 | デンマーク     |          |
| 海底六万哩 20,000 Leagues Under the Sea             | スチュアート・パットン                    | アレン・ホルバー マット・ムーア | アメリカ合衆国 |          |
| 1917                                                |                                           |                                 |                |          |
| Himmelskibet                                        |                                           | オーレ・オルセン                | デンマーク     |          |
| 1918                                                |                                           |                                 |                |          |
| Alraune                                             | マイケル・カーティス エドムンド・フリッツ |                                 | ハンガリー     |          |
| Alraune, die Henkerstochter, genannt die rote Hanne | Eugen Illés                               | Max Auzinger Joseph Klein       | ドイツ         |          |
| 1919                                                |                                           |                                 |                |          |
| The First Men in the Moon                           | ブルース・ゴードン J・L・V・リー          |                                 | イギリス       |          |
| Die Arche                                           | リヒャルト・オスワルド                    |                                 | ドイツ         |          |

### 1920年代
| 1920                            |                                  |                                                                                      |                    |            |
| アルゴール Algol                | ハンス・ウェルクマイスター       | エミール・ヤニングス ヨーン・ゴットウット ハンス・アダルベルト・フォン・シュレットウ | ドイツ             |            |
| 1921                            |                                  |                                                                                      |                    |            |
| 剛鉄の人 The Mechanical Man     | アンドレ・デード                 | ガブリエル・モロー ヴァレンティナ・フラスカローリ Fernando Vivas-May                 | イタリア           |            |
| 1922                            |                                  |                                                                                      |                    |            |
| The Man from Beyond             | バートン・L・キング              | ハリー・フーディーニ アーサー・モード アルバート・タヴェルニエ アーウィン・コネリー  | アメリカ合衆国     |            |
| 1923                            |                                  |                                                                                      |                    |            |
|                                 |                                  |                                                                                      |                    |            |
| 1924                            |                                  |                                                                                      |                    |            |
| アエリータ Aelita               | ヤーコフ・プロタザーノフ         | ユーリア・ソーンツェワ イーゴリ・イリインスキー ニコライ・ツェレテリ                 | ソビエト連邦       |            |
| The Last Man on Earth           | ジョン・G・ブライストーン        | バック・ブラック モーリス・マーフィー ウィリアム・スティーレ                         | アメリカ合衆国     |            |
| 人でなしの女 en:L'Inhumaine     | マルセル・レルビエ               | ジョルジェット・ルブラン ジャック・カトラン フィリップ・エリア                       | フランスの旗       |            |
| 1925                            |                                  |                                                                                      |                    |            |
| ロスト・ワールド The Lost World | ハリー・O・ホイト                | ベッシー・ラヴ ウォーレス・ビアリー ルイス・ストーン                                 | アメリカ合衆国の旗 |            |
| 眠るパリ Paris Qui Dort         | ルネ・クレール                   | マドレーヌ・ロドリグ マイラ・セラー アンリ・ロラン                                   | フランス           | SFコメディ |
| Wunder Der Schöpfung            | ハンス・ワルター・コルンブルーム | パウル・ビルト ウィリー・カイザー・ハイル テオドル・ロース オスカー・マリオン        | ドイツ             |            |
| 1926                            |                                  |                                                                                      |                    |            |
| 1927                            |                                  |                                                                                      |                    |            |
| メトロポリス Metropolis         | フリッツ・ラング                 | ブリギッテ・ヘルム アルフレッド・アベル グスタフ・フレーリッヒ                       | ドイツ             |            |
| 1928                            |                                  |                                                                                      |                    |            |
| 妖花アラウネ Alraune            | ヘンリック・ガレーン             | ブリギッテ・ヘルム                                                                   | ドイツ             |            |
| 1929                            |                                  |                                                                                      |                    |            |
| 一九四〇年 High Treason         | モーリス・エルヴィ               | ベニタ・ヒューム バジル・ジル ジェームズ・トーマス                                   | イギリスの旗       | [ 1 ]      |
| 竜宮城 The Mysterious Island    | ルーシャン・ハバード             | ライオネル・バリモア、 ジェーン・デイリー ロイド・ヒューズ                           | アメリカ合衆国     |            |
| 月世界の女 Woman in the Moon    | フリッツ・ラング                 | ヴィリー・フリッチ ゲルダ・マウルス ヴィリー・フリッチ フリッツ・ラスプ              | ドイツ             |            |

### 1930年代
| 1930                                                       |                                            |                                                                  |                         |                                                    |
| Alraune                                                    | リヒャルト・オスワルド                     | アルバート・バッサーマン ブリギッテ・ヘルム ハラルト・パウルゼン | ドイツ                  |                                                    |
| 五十年後の世界 Just Imagine                                | デヴィッド・バトラー                       | エル・ブレンデル モーリン・オサリヴァン ジョン・ギャリック       | アメリカ合衆国          |                                                    |
| 1931                                                       |                                            |                                                                  |                         |                                                    |
| ジキル博士とハイド氏 Dr. Jekyll and Mr. Hyde               | ルーベン・マムーリアン                     | フレドリック・マーチ ミリアム・ホプキンス                        | アメリカ合衆国          |                                                    |
| フランケンシュタイン Frankenstein                          | ジェームズ・ホエール                       | コリン・クライヴ ボリス・カーロフ                                | アメリカ合衆国          |                                                    |
| 1932                                                       |                                            |                                                                  |                         |                                                    |
| 獣人島 Island of Lost Souls                                | アール・ケントン                           | チャールズ・ロートン ベラ・ルゴシ                                | アメリカ合衆国          |                                                    |
| Six Hours to Live                                          | ウィリアム・ディターレ                     | ワーナー・バクスター ジョン・ボールズ                            | アメリカ合衆国          |                                                    |
| 1933                                                       |                                            |                                                                  |                         |                                                    |
| 世界大洪水 Deluge                                          | フェリックス・E・フェイスト                | ペギー・シャノン シドニー・ブラックマー                          | アメリカ合衆国          |                                                    |
| 透明人間 The Invisible Man                                 | ジェームズ・ホエール                       | クロード・レインズ グロリア・スチュアート                        | アメリカ合衆国          |                                                    |
| It's Great to Be Alive                                     | アルフレッド・L・ワーカー                  | ラウル・ロウリン グロリア・スチュアート エドナ・メイ・オリバー   | アメリカ合衆国          |                                                    |
| 1934                                                       |                                            |                                                                  |                         |                                                    |
| 世界の王者 Master of the World                             | ハリー・ピール                             | ワルター・ヤンセン シビル・シュミッツ                            | ドイツ                  |                                                    |
| 1935                                                       |                                            |                                                                  |                         |                                                    |
| フランケンシュタインの花嫁 Bride of Frankenstein           | ジェームズ・ホエール                       | ボリス・カーロフ コリン・クライブ エルザ・ランチェスター         | アメリカ合衆国          |                                                    |
| 1936                                                       |                                            |                                                                  |                         |                                                    |
| 超人対火星人 Flash Gordon                                  | フレデリック・ステファニー                 | バスター・クラブ ジーン・ロジャース                              | アメリカ合衆国          | 『フラッシュ・ゴードン』シリーズを基にした連続活劇 |
| 透明光線 The Invisible Ray                                 | ランバート・ヒルヤー                       | ベラ・ルゴシ フランセス・ドレイク                                | アメリカ合衆国          |                                                    |
| 来るべき世界 Things to Come                                | ウィリアム・キャメロン・メンジース         | レイモンド・マッセイ セドリック・ハードウィック                  | イギリス アメリカ合衆国 |                                                    |
| 1937                                                       |                                            |                                                                  |                         |                                                    |
| 1938                                                       |                                            |                                                                  |                         |                                                    |
| フラッシュ・ゴードンの火星旅行 Flash Gordon's Trip to Mars | フォード・ビーブ ロバート・F・ヒル         | バスター・クラブ ジェーン・ロジャース                            | アメリカ合衆国          | 連続活劇                                           |
| 1939                                                       |                                            |                                                                  |                         |                                                    |
| The Man They Could Not Hang                                | ニック・グラインド                         | ローナ・グレイ ロバート・ウィルコク                              | アメリカ合衆国          |                                                    |
| 忍び寄る幽鬼 The Phantom Creeps                            | フォード・ビーブ サウル・A・グッドカインド | ベラ・ルゴシ ロバート・ケント                                    | アメリカ合衆国          | 連続活劇                                           |

### 1940年代
| 1940                                                             |                                                                           |                                                                                              |                    |             |
| 死刑台の呪い Before I Hang                                       | ニック・グラインド                                                        | ボリス・カーロフ、イヴリン・キース、ブルース・ベネット                                       | アメリカ合衆国の旗 |             |
| ドクター・サイクロプス Dr. Cyclops                               | アーネスト・B・シュードサック                                             | アルバート・デッカー、ジャニス・ローガン、トーマス・コーリー                                 | アメリカ合衆国の旗 |             |
| フラッシュ・ゴードン 宇宙征服 Flash Gordon Conquers the Universe | フォード・ビーブ、レイ・タイラー                                          | ハリー・C・ブラッドリー、ラリー・クラブ、シャーリー・ ディーン                               | アメリカ合衆国の旗 | 連続活劇    |
| 透明人間の逆襲 The Invisible Man Returns                         | ジョー・メイ                                                              | セドリック・ハードウィック、ヴィンセント・プライス、ナン・グレイ、ジョン・サットン           | アメリカ合衆国の旗 |             |
| 透明女 The Invisible Woman                                       | エドワード・サザーランド                                                  | バージニア・ブルース、ジョン・バリモア、ジョン・ハワード、チャーリー・ラグルス               | アメリカ合衆国の旗 |             |
| レッド・バロンとサタン博士 Mysterious Doctor Satan               | ジョン・イングリッシュ、ウィリアム・ホイットニー                          | エドウィン・スタンリー、C・モンテーグ・ショウ                                                | アメリカ合衆国の旗 | 連続活劇    |
| 1941                                                             |                                                                           |                                                                                              |                    |             |
| 電気人間 Man Made Monster                                        | ジョージ・ワグナー                                                        | ライオネル・アトウィル、ロン・チェイニー・ジュニア、アン・ネイジェル、フランク・アルバートン | アメリカ合衆国の旗 |             |
| 復讐のゴリラ男 Monster and the Girl                              | スチュアート・ハイスラー                                                  | エレン・ドリュー、ロバート・ペイジ、ポール・ルーカス                                         | アメリカ合衆国の旗 |             |
| 1942                                                             |                                                                           |                                                                                              |                    |             |
| 消える死体 The Corpse Vanishes                                   | ウォレス・W・フォックス                                                   | ベラ・ルゴシ、ルアナ・ウォルターズ、トリストラム・コフィン、エリザベス・ラッセル             | アメリカ合衆国の旗 |             |
| Dr. Renault's Secret                                             | ハリー・ラクマン                                                          | J・キャロル・ネイシュ、ジョン・シェパード、リン・ロバーツ                                    | アメリカ合衆国の旗 |             |
| 透明スパイ Invisible Agent                                       | エドウィン・L・マリン                                                     | イロナ・マッセイ、ジョン・ホール、ピーター・ローレ、セドリック・ハードウィック               | アメリカ合衆国の旗 |             |
| 1943                                                             |                                                                           |                                                                                              |                    |             |
| ベラ・ルゴシの猿の怪人 The Ape Man                               | ウィリアム・ボーダイン                                                    | ベラ・ルゴシ、ウォレス・フォード、ルイーズ・カリー                                           | アメリカ合衆国の旗 |             |
| The Mad Ghoul                                                    | ジェームズ・ホーガン                                                      | デヴィッド・ブルース、エヴイン・アンカーズ、ジョージ・ズッコ                                 | アメリカ合衆国の旗 |             |
| 1944                                                             |                                                                           |                                                                                              |                    |             |
| The Lady and the Monster                                         | ジョージ・シャーマン                                                      | ヴェラ・ラルストン、リチャード・アーレン、メアリー・ナッシュ、シドニー・ブラックマー         | アメリカ合衆国の旗 |             |
| モンスター・メイカー en:The Monster Maker                        | サム・ニューフィールド                                                    | J・キャロル・ネイシュ, ラルフ・モーガン, タラ・ビレル                                        | アメリカ合衆国の旗 |             |
| 1945                                                             |                                                                           |                                                                                              |                    |             |
| 生命をむさぼる男 en:The Man in Half Moon Street                  | ラルフ・マーフィー                                                        | ニルス・アスター, ヘレン・ウォーカー                                                         | アメリカ合衆国の旗 |             |
| Manhunt of Mystery Island                                        | スペンサー・ゴードン・ベネット、ヤキマ・カナット、ウォレス・A・グリッセル | Linda Stirling、ハリー・ストラング、トム・スティール                                         | アメリカ合衆国の旗 | 連続活劇    |
| The Purple Monster Strikes                                       | スペンサー・ゴードン・ベネット、フレッド・C・ブラノン                     | Linda Stirling、ケン・テレル、メアリー・ムーア                                               | アメリカ合衆国の旗 | 連続活劇    |
| 休暇異変 Strange Holiday                                         | アーチ・オーボラー                                                        | クロード・レインズ, バーバラ・ベイツ, トミー・クック, ポール・ヒルトン                       | アメリカ合衆国の旗 | [ 2 ] [ 3 ] |
| 1946                                                             |                                                                           |                                                                                              |                    |             |
| The Crimson Ghost                                                | フレッド・C・ブラノン、ウィリアム・ホイットニー                           | フォレスト・テイラー、デール・ヴァン・シッケル、リンダ・スターリング、チャールズ・クィグリー | アメリカ合衆国の旗 | 連続活劇    |
| 1947                                                             |                                                                           |                                                                                              |                    |             |
| 1948                                                             |                                                                           |                                                                                              |                    |             |
| 1949                                                             |                                                                           |                                                                                              |                    |             |
| 猿人ジョー・ヤング Mighty Joe Young                              | アーネスト・B・シュードサック                                             | テリー・ムーア, ベン・ジョンソン (俳優)                                                      | アメリカ合衆国の旗 |             |
| The Perfect Woman                                                | バーナード・ノウルズ                                                      | パトリシア・ロック、スタンリー・ホロウェイ、ナイジェル・パトリック                           | イギリスの旗       |             |

### 1950年代
| 1950                                                            |                                                 | |                                   | |
| 月世界征服 Destination Moon                                     | アーヴィング・ピシェル                          | ワーナー・アンダーソン、ジョン・アーチャー、トム・パワーズ | アメリカ合衆国の旗                | アカデミー視覚効果賞受賞。また、2001年にヒューゴー賞長編映像賞を受賞。                                  |
| 謎の空飛ぶ円盤 The Flying Saucer                                | マイケル・コンラッド                            | マイケル・コンラッド、パット・ギャリソン、ラッセル・ヒックス | アメリカ合衆国の旗                | |
| Prehistoric Women                                               | Gregg G. Tallas                                 | ローレット・リューツ、アラン・ニクソン、ジョアン・ショーリー | アメリカ合衆国の旗                | |
| 火星探険 Rocketship X-M                                         | カート・ニューマン                              | ロイド・ブリッジス、オーサ・マッセン、ジョン・エメリー | アメリカ合衆国の旗                | |
| 失われた世界 Two Lost Worlds                                    | ノーマン・ドーン                                | ジェイムズ・アーネス、ローラ・エリオット | アメリカ合衆国の旗                | |
| 1951                                                            |                                                 | |                                   | |
| 凸凹透明人間 Abbott and Costello Meet the Invisible Man'        | チャールズ・ラモント                            | バド・アボット、ルー・コステロ、ナンシー・ギルド | アメリカ合衆国の旗                | |
| 地球の静止する日 The Day the Earth Stood Still                  | ロバート・ワイズ                                | マイケル・レニー、パトリシア・ニール、ヒュー・マーロウ、サム・ジャフィ                                                                                                   | アメリカ合衆国の旗                | 1951年ゴールデングローブ賞 国際賞を受賞                                                                 |
| Five                                                            | アーチ・オーボラー                              | ウィリアム・フィリップス、スーザン・ダグラス、ジェームズ・アンダーソン                                                                                                   | アメリカ合衆国の旗                | |
| 火星超特急 Flight to Mars                                       | レスリー・サレンダー                            | マーゲリット・チャップマン、キャメロン・ミッチェル、アーサー・フランツ                                                                                                   | アメリカ合衆国の旗                | |
| 燃える大陸 Lost Continent                                       | サム・ニューフィールド                          | シーザー・ロメオ、ヒラリー・ブルック、チック・チャンドラー | アメリカ合衆国の旗                | |
| Lost Planet Airmen                                              | フレッド・C・ブラノン                           | トリストラム・コフィン、メエ・クラーク、I・スタンフォード・ジョリー | アメリカ合衆国の旗                | |
| 惑星Xから来た男 The Man from Planet X                           | エドガー・G・ウルマー                           | ロバート・クラーク、マーガレット・フィールド、レイモンド・ボンド | アメリカ合衆国の旗                | |
| スーパーマンと地底人間 Superman and the Mole Men                | リー・ショレム                                  | ジョージ・リーブス、フィリス・コーテス、ジェフ・コーリー | アメリカ合衆国の旗                | |
| 遊星よりの物体X The Thing from Another World                    | クリスティアン・ナイビイ                        | マーガレット・シェリダン、ケネス・トビー、ロバート・コーンスワイト | アメリカ合衆国の旗                | |
| 地底戦車サイクロトラム Unknown World                            | テリー・O・モース                               | ブルース・ケロッグ、マリリン・ナッシュ、ジム・バノン、オットー・ウォルディス                                                                                             | アメリカ合衆国の旗                | |
| 地球最後の日 When Worlds Collide                                | ルドルフ・マテ                                  | リチャード・デア、バーバラ・ラッシュ、ヘイドン・ローク、ジョン・ホイト                                                                                                   | アメリカ合衆国の旗                | |
| 1952                                                            |                                                 | |                                   | |
| 1. April 2000                                                   | ヴォルフガング・リーベンアイナ                  | Hilde Krahl、Joseph Meinrad、クルト・ユルゲンス | オーストリアの旗                  | |
| 妖花アラウネ Alraune                                            | アルツール・マリア・ラーベナルト                | ヒルデガルト・クネフ、エリッヒ・フォン・シュトロハイム | 西ドイツの旗                      | |
| Captive Women                                                   | スチュアート・ギルモア                          | ロバート・クラーク、マーガレット・フィールド、グロリア・サンダース | アメリカ合衆国の旗                | 1956年に再上映された時の題名は1000 Years from Now                                                       |
| マンモスの逆襲 The Jungle                                       | ウィリアム・バーク                              | ロッド・キャメロン、シーザー・ロメロ、マリー・ウィンザー | アメリカ合衆国の旗                | 別題: kaadu                                                                                             |
| 合衆国の恐怖・火星からの伝言 Red Planet Mars                    | ハリー・ホーナー                                | ピーター・グレイブス、アンドレア・キング、マーヴィン・ミラー | アメリカ合衆国の旗                | |
| Untamed Women                                                   | Merle W. Connell、ジェームズ・R・コンネル       | マイケル・コンラッド、ドリス・メリック、リチャード・モナハン | アメリカ合衆国の旗                | |
| 1953                                                            |                                                 | |                                   | |
| 凸凹火星探検 Abbott and Costello Go to Mars                     | チャールズ・ラモント                            | バド・アボット、ルー・コステロ、マリー・ブランチャード | アメリカ合衆国の旗                | |
| Abbott and Costello Meet Dr. Jekyll and Mr. Hyde                | チャールズ・ラモント                            | バド・アボット、ルー・コステロ、ボリス・カーロフ | アメリカ合衆国の旗                | |
| 原子怪獣現わる The Beast from 20,000 Fathoms                    | ユージン・ローリー                              | ポール・クリスチャン、ポーラ・レイモンド、セシル・ケラウェイ | アメリカ合衆国の旗                | |
| 月のキャットウーマン Cat-Women of the Moon                      | アーサー・ヒルトン                              | ソニー・タフツ、ヴィクター・ジョリー、マリー・ウィンザー、キャロル・ブリュースター                                                                                       | アメリカ合衆国の旗                | 別題: Rocket to the Moon                                                                                |
| ドノヴァンの脳髄 Donovan's Brain                                | フェリックス・E・フェイスト                     | リュー・エアーズ、ジーン・エヴァンス、ナンシー・デイビス | アメリカ合衆国の旗                | |
| 複製人間の恋 Four Sided Triangle                                | テレンス・フィッシャー                          | バーバラ・ペイトン、ジョン・ヴァン・アイゼン、パーシー・マーモント | イギリスの旗                      | |
| 惑星アドベンチャー スペース・モンスター襲来! Invaders from Mars | ウィリアム・キャメロン・メンジース              | ジミー・ハント、アーサー・フランツ、ヘレナ・カーター | アメリカ合衆国の旗                | |
| それは外宇宙からやって来た It Came from Outer Space             | ジャック・アーノルド                            | リチャード・カールソン、バーバラ・ラッシュ、チャールズ・ドレイク | アメリカ合衆国の旗                | |
| 宇宙からの暗殺者 Killers from Space                             | W・リー・ワイルダー                             | ピーター・グレイブス、ジェームズ・シーイ | アメリカ合衆国の旗                | |
| The Magnetic Monster                                            | カート・シオドマク                              | リチャード・カールソン、キング・ドノヴァン、ハリー・エラービイ | アメリカ合衆国の旗                | |
| Mesa of Lost Women                                              | Herbert Tevos、ロン・オルモンド                 | ジャッキー・クーガン、リチャード・トラヴィス、アラン・ニクソン、メアリー・ヒル                                                                                           | アメリカ合衆国の旗                | |
| 過去のうめき声/逆進化の恐怖 The Neanderthal Man                 | E・A・デュポン                                  | ロバート・シェーン、ドリス・メリック、リチャード・クレーン | アメリカ合衆国の旗                | |
| 姿なき訪問者 Phantom from Space                                 | W・リー・ワイルダー                             | テッド・クーパー、ルドルフ・アンダース、ノリーン・ナッシュ | アメリカ合衆国の旗                | |
| Port Sinister                                                   | ハロルド・ダニエルズ                            | ジェームズ・ウォーレン、リン・ロバーツ、ポール・カヴァナー | アメリカ合衆国の旗                | 1957年に再公開された時のタイトルは Beast of Paradise Isle                                               |
| Project Moonbase                                                | リチャード・タルマッジ                          | ドナ・マーテル、ハイドン・ローク、ロス・フォード | アメリカ合衆国の旗                | |
| ロボット・モンスター Robot Monster                              | フィル・タッカー                                | ジョージ・ネイダー、クローディア・バレット、セレナ・ロイル | アメリカ合衆国の旗                | アメリカでの 2-D 版タイトルは Monster from Mars                                                         |
| Snow Creature                                                   | W・リー・ワイルダー                             | ウィリアム・フィプス | アメリカ合衆国の旗                | |
| 人間ロケット Spaceways                                          | テレンス・フィッシャー                          | ハワード・ダフ、エヴァ・バートック、アラン・ウィートリー | イギリスの旗 · アメリカ合衆国の旗 | |
| The Twonky                                                      | アーチー・オボラー                              | ハンス・コンリード、ビリー・リン、グロリア・ブロンデル、ジャネット・ウォーエン                                                                                           | アメリカ合衆国の旗                | |
| 宇宙戦争 The War of the Worlds                                  | バイロン・ハスキン                              | ジーン・バリー、アン・ロビンソン、レス・トレメイン、ルイス・マーチン | アメリカ合衆国の旗                | 1953年アカデミー視覚効果賞を受賞、2004年にヒューゴー賞長編映像賞を受賞。                                |
| 1954                                                            |                                                 | |                                   | |
| 海底二万哩 20,000 Leagues Under the Sea                         | リチャード・フレイジャー                        | カーク・ダグラス、ジェームズ・メイソン、ポール・ルーカス | アメリカ合衆国の旗                | 1954年アカデミー特殊効果賞とアカデミー美術賞を受賞。                                                    |
| Crash of Moons                                                  | ホリングスワース・モース                        | リチャード・クレイン、サリー・マンスフィールド、ロバート・ライデン | アメリカ合衆国の旗                | (16mmレンタル映画)                                                                                      |
| 大アマゾンの半魚人 Creature from the Black Lagoon               | ジャック・アーノルド                            | リチャード・カールソン、ジュリー・アダムズ、リチャード・デニング、アントニオ・モレノ                                                                                     | アメリカ合衆国の旗                | |
| 火星から来たデビルガール Devil Girl from Mars                   | デイヴィッド・マクドナルド                      | パトリシア・ラファン、ヒュー・マクデモット、エイドリアン・コリ | イギリスの旗                      | |
| ゴジラ Godzilla                                                 | 本多猪四郎                                      | 佐原健二、河内桃子、宝田明、志村喬 | 日本の旗                          | |
| ゴッグ Gog                                                      | イヴァン・トロス                                | リチャード・イーガン、コンスタンス・ドウリング、ハーバート・マーシャル                                                                                                   | アメリカ合衆国の旗                | |
| Monster from the Ocean Floor                                    | ワイオット・オーダン                            | アン・キンボール、スチュアート・ウェイドディック・ピナー | アメリカ合衆国の旗                | |
| 宇宙への挑戦 Riders to the Stars                                | リチャード・カールソン                          | ウィリアム・ランディガン、ハーバート・マーシャル | アメリカ合衆国の旗                | |
| Stranger From Venus                                             | バート・バラバン                                | パトリシア・ニール、ヘルムート・ダンティーン、デレク・ボンド | アメリカ合衆国の旗                | |
| ロボット大襲来 Target Earth                                     | シャーマン・A・ローズ                           | リチャード・デニング、キャスリーン・クロウリー、バージニア・グレイ | アメリカ合衆国の旗                | |
| 放射能X Them!                                                   | ゴードン・ダグラス                              | ジェームズ・ホイットモア、エドマンド・グウェン、ジョアン・ウェルドン、ジェームズ・アーネス                                                                               | アメリカ合衆国の旗                | |
| 偉大なるトボー Tobor the Great                                  | リー・ショレム                                  | チャールズ・デレク、カリン・ブース、ビリー・チャピン | アメリカ合衆国の旗                | |
| 1955                                                            |                                                 | |                                   | |
| 百万眼を持つ刺客 he Beast with a Million Eyes                   | デヴィッド・カーマンスキー                      | ポール・バーチ、ローナ・セイヤー、ドナ・コール、ディック・サージェント                                                                                                   | アメリカ合衆国の旗                | クレジットはないが、ルー・プレイスやロジャー・コーマンも共同監督に参加していた。                        |
| 怪物の花嫁 Bride of the Monster                                 | エド・ウッド                                    | ベラ・ルゴシ、トー・ジョンソン、トニー・マッコイ、ロレッタ・キング | アメリカ合衆国の旗                | |
| 宇宙征服 Conquest of Space                                      | バイロン・ハスキン                              | ウォルター・ブルック、エリック・フレミング、ミッキー・ショーネシー | アメリカ合衆国の旗                | |
| Creature with the Atom Brain                                    | エドワード・L・カーン                           | リチャード・デニング、アンゲラ・グリーン、S・ジョン・ラウナー | アメリカ合衆国の旗                | |
| ゴジラの逆襲 Gigantis, the Fire Monster                         | 小田基義                                        | 小泉博、千秋実 | 日本の旗                          | |
| 水爆と深海の怪物 It Came from Beneath the Sea                   | ロバート・ゴードン                              | ケネス・トビー、フェイス・ドマーグ、ドナルド・カーティス | アメリカ合衆国の旗                | |
| 獣人雪男 Monster Snowman                                        | 本多猪四郎                                      | 宝田明、河内桃子 | 日本の旗                          | |
| 原子人間 The Quatermass Xperiment                               | ヴァル・ゲスト                                  | ブライアン・ドンレヴィ、ジャック・ワーナー、リチャード・ワーズワース | イギリスの旗                      | アメリカでのタイトルはThe Creeping Unknown                                                              |
| 半魚人の逆襲 Revenge of the Creature                            | ジャック・アーノルド                            | ジョン・エイガー、ロリ・ネルソン、ジョン・ブロムフィールド、ネスター・パイヴァ                                                                                           | アメリカ合衆国の旗                | |
| 世紀の怪物/タランチュラの襲撃 Tarantula                         | ジャック・アーノルド                            | ジョン・エイガー、マーラ・コーディ、レオ・G・キャロル、ネスター・パイヴァ                                                                                                | アメリカ合衆国の旗                | |
| 宇宙水爆戦 This Island Earth                                    | ジャック・アーノルド、ジョセフ・ニューマン      | ジェフ・マーロー、フェイス・ドマーグ、レックス・リーズン | アメリカ合衆国の旗                | |
| 1956                                                            |                                                 | |                                   | |
| 1984                                                            | マイケル・アンダーソン                          | エドモンド・オブライエン, ジャン・スターリング, マイケル・レッドグレイヴ, ドナルド・プレザンス                                                                           | イギリスの旗                      | |
| 悪魔の生体実験 The Black Sleep                                  | レジナルド・ル・ボーグ                          | ベイジル・ラスボーン、エイキム・タミロフ、ハーバート・ラッドレー、パトリシア・ブレイク、ロン・チェイニー・ジュニア、ジョン・キャラダイン、ベラ・ルゴシ、トー・ジョンソン | アメリカ合衆国の旗                | |
| 原始怪獣ドラゴドン The Beast of Hollow Mountain                 | エドワルド・ナサウア、イスマエル・ロドリゲス    | ガイ・マジソン、パトリシア・メジナ、カルロス・ライバス | アメリカ合衆国の旗                | |
| 世紀の謎 空飛ぶ円盤地球を襲撃す Earth vs. the Flying Saucers    | フレッド・シアーズ                              | ヒュー・マーロウ、ジョアン・テイラー、ドナルド・カーティス、モリス・アンクラム                                                                                           | アメリカ合衆国の旗                | |
| 原子怪獣と裸女 Day the World Ended                              | ロジャー・コーマン                              | リチャード・デニング、ロリ・ネルソン、ポール・バーチ、マイク・コナー | アメリカ合衆国の旗                | |
| Fire Maidens from Outer Space                                   | Cy Roth                                         | アンソニー・デクスター、スーザン・ショウ | イギリスの旗                      | アメリカ公開時のタイトルは Fire Maidens of Outer Space                                                  |
| 禁断の惑星 Forbidden Planet                                     | フレッド・ウィルコックス                        | ウォルター・ピジョン、アン・フランシス、レスリー・ニールセン | アメリカ合衆国の旗                | |
| 怪獣王ゴジラ Godzilla, King of the Monsters!                    | Terrell O. Morse                                | レイモンド・バー、佐原健二、河内桃子、宝田明 | 日本の旗 · アメリカ合衆国の旗     | 『ゴジラ』の海外版                                                                                      |
| Indestructible Man                                              | ジャック・ポレックスフェン                      | ロン・チェイニー・ジュニア、マックス・ショウォルター、マリアン・カー | アメリカ合衆国の旗                | |
| 金星人地球を征服 It Conquered the World                         | ロジャー・コーマン                              | ピーター・グレイブス、ビヴァリー・ガーランド、リー・ヴァン・クリーフ | アメリカ合衆国の旗                | |
| ボディ・スナッチャー/恐怖の街 Invasion of the Body Snatchers    | ドン・シーゲル                                  | ケヴィン・マッカーシー、ダナ・ウィンター、キング・ドノヴァン | アメリカ合衆国の旗                | |
| The Man Who Turned to Stone                                     | László Kardos                                   | ヴィクター・ジョリー、ウィリアム・ハドソン | アメリカ合衆国の旗                | |
| The Mole People                                                 | ヴァージル・ボーゲル                            | ジョン・エイガー、シンシア・パトリック、ヒュー・ボーモント、ネスター・パイヴァ                                                                                           | アメリカ合衆国の旗                | |
| The Phantom from 10,000 Leagues                                 | ダン・ミルナー                                  | ケント・テイラー、キャシー・ダウンズ、マイケル・ウォーレン | アメリカ合衆国の旗                | |
| 空の大怪獣ラドン                                                | 本多猪四郎                                      | 佐原健二、白川由美、田島義文 | 日本の旗                          | |
| 宇宙人東京に現わる                                              | 島耕二                                          | 川崎敬三、苅田とよみ、八木沢敏 | 日本の旗                          | |
| World Without End                                               | エドワード・バーンズ                            | ヒュー・マーロウ、ナンシー・ゲイツ、ロッド・テイラー | アメリカ合衆国の旗                | |
| 怪獣ウラン X the Unknown                                        | レスリー・ノーマン                              | ディーン・ジャガー、エドワード・チャップマン、レオ・マッカーン | アメリカ合衆国の旗 · イギリスの旗 | |
| 1957                                                            |                                                 | |                                   | |
| 戦慄!プルトニウム人間 The Amazing Colossal Man                  | バート・I・ゴードン                             | グレン・ランガン、キャシー・ダウンズ、ウィエイアム・ハドソン | アメリカ合衆国の旗                | |
| 女宇宙怪人OX The Astounding She-Monster                         | ロニー・アシュクロフト                          | ジャンヌ・テイタム、アーウィン・ブラウン、ロバート・クラーク | アメリカ合衆国の旗                | |
| Attack of the Crab Monsters                                     | ロジャー・コーマン                              | リチャード・ガーランド、パメラ・ダンカン、ラッセル・ジョンソン | アメリカ合衆国の旗                | |
| 世界終末の序曲 Beginning of the End                             | バート・I・ゴードン                             | ピーター・グレイブス、ペギー・キャッスル、モリス・アンクラム | アメリカ合衆国の旗                | |
| 黒い蠍 The Black Scorpion                                       | エドワード・ルドウィッグ                        | リチャード・デニング、マラ・コーディ、カルロス・リヴァス | アメリカ合衆国の旗                | |
| The Brain from Planet Arous                                     | ネイサン・ジュラン                              | ジョン・エイガー、ジョイス・メドウズ、ロバート・フューラー | アメリカ合衆国の旗                | |
| The Cyclops                                                     | バート・I・ゴードン                             | グロリア・タルボット、ロン・チェイニー・ジュニア | アメリカ合衆国の旗                | |
| The Deadly Mantis                                               | ネイサン・ジュラン                              | クライグ・スティーヴンス、ウィリアム・ホッパー、アリックス・タルトン | アメリカ合衆国の旗                | |
| From Hell It Came                                               | ダン・ミルナー                                  | トッド・アンドリュース、ティア・カーヴァー、リンダ・ワトキンス | アメリカ合衆国の旗                | |
| 人類危機一髪!巨大怪鳥の爪 The Giant Claw                        | フレッド・シアーズ                              | ジェフ・マーロー、マーラ・コーデイ、モリス・アンクラム | アメリカ合衆国の旗                | |
| ハーフ・ヒューマン Half Human                                   | 本多猪四郎、ケネス・G・クレイン                 | ジョン・キャラダイン、モリスアンクラム | 日本の旗 · アメリカ合衆国の旗     | 『獣人雪男』の海外版                                                                                    |
| 縮みゆく人間 The Incredible Shrinking Man                       | ジャック・アーノルド                            | グラント・ウィリアムス、ランディ・スチュアート、エイプリル・ケント | アメリカ合衆国の旗                | 1958年、ヒューゴー賞長編映像賞受賞                                                                      |
| Invasion of the Saucer Men                                      | エドワード・L・カーン                           | スティーヴ・テレル、グロリア・カスチリョ、フランク・ゴーシン | アメリカ合衆国の旗                | |
| 宇宙への冒険 The Invisible Boy                                  | ハーマン・ホフマン                              | リチャード・エヤー、フィリップ・アボット、ディアナ・ブリュースター | アメリカ合衆国の旗                | |
| クロノス Kronos                                                 | カート・ニューマン                              | ジェフ・モロー、バーバラ・ローレンス、ジョン・エメリー | アメリカ合衆国の旗                | |
| The Land Unknown                                                | ヴァージル・ヴォーゲル                          | ジョック・マホニー、ショーン・スミス、ウィリアム・レイノルズ | アメリカ合衆国の旗                | |
| モノリスの怪物 宇宙からの脅威 The Monolith Monsters             | ジョン・シャーウッド                            | グラント・ウィリアムス、ローラ・オルブライト、レス・トレメイン | アメリカ合衆国の旗                | |
| 昆虫怪獣の襲来 Monster from Green Hell                          | ケネス・G・クレーン                             | ジム・デイヴィス | アメリカ合衆国の旗                | |
| 大怪獣出現 The Monster That Challenged the World                | アーノルド・ラヴェン                            | ティム・ホルト、オードリー・ダルトン | アメリカ合衆国の旗                | |
| 地球防衛軍                                                      | 本多猪四郎                                      | 佐原健二、白川由美、河内桃子 | 日本の旗                          | |
| The Night the World Exploded                                    | フレッド・シアーズ                              | キャサリン・グラント、ウィリアム・レスリー、トリストラム・コフィン | アメリカ合衆国の旗                | |
| Not of This Earth                                               | ロジャー・コーマン                              | ポール・バーチ、ビヴァリー・ガーランド、モーガン・ジョーンズ | アメリカ合衆国の旗                | |
| 宇宙からの侵略生物 Quatermass 2                                 | ヴァル・ゲスト                                  | ブライアン・ドンレヴィ、ジョン・ロングデン、シドニー・ジョーンズ | イギリスの旗                      | アメリカ合衆国でのリリース時のタイトルはEnemy from Space                                                |
| She Devil                                                       | カート・ニューマン                              | アルバート・デッカー、ジャック・ケリー、マリ・ブランチャード | アメリカ合衆国の旗                | |
| The Strange World of Planet X                                   | ギルバート・ガン                                | フォレスト・タッカー、ギャビー・アンドレ、マーティン・ベンソン | イギリスの旗                      | アメリカ合衆国でのリリース時のタイトルはThe Cosmic Monster                                              |
| 地球へ2千万マイル 20 Million Miles to Earth                     | ネイサン・ジュラン                              | ウィリアム・ホッパー、ジョーン・テイラー、フランク・プーリア、ジョン・ザレンバ                                                                                           | アメリカ合衆国の旗                | |
| The 27th Day                                                    | ウィリアム・アッシャー                          | ジーン・バリー、ヴァレリー・フレンチ、ジョージ・ヴォスコヴェック | アメリカ合衆国の旗                | |
| The Unearthly                                                   | ブルック・ピーターズ                            | ジョン・キャラダイン、マイロン・ヒーリー、アリソン・ヘイズ | アメリカ合衆国の旗                | |
| The Unknown Terror                                              | チャールズ・マーキス・ウォーレン                | ジョン・ハワード、マーラ・パワーズ、ポール・E・リチャーズ、メイ・ウェン                                                                                                  | アメリカ合衆国の旗                | |
| 1958                                                            |                                                 | |                                   | |
| 生きていた人形 Attack of the Puppet People                      | バート・I・ゴードン                             | ジョン・アガー、マイケル・マーク、ジャック・コスリン | アメリカ合衆国の旗                | 日本での別題は『人間人形の逆襲』                                                                        |
| 妖怪巨大女 Attack of the 50 Foot Woman                          | ネイサン・ジュラン                              | アリソン・ヘイズ、ウィリアム・ハドソン、イヴェット・ヴィッカーズ | アメリカ合衆国の旗                | |
| マックイーンの絶対の危機 The Blob                               | アービン・S・イヤワース・ジュニア               | スティーブ・マックイーン、アニタ・コルシオ、アール・ロウ | アメリカ合衆国の旗                | |
| 脳を喰う怪物 The Brain Eaters                                   | ブルーノ・ヴェ・ソタ                            | エド・ネルソン、アラン・フォレスト、ジャック・ヒル | アメリカ合衆国の旗                | |
| ニューヨークの怪人 The Colossus of New York                     | ユージン・ローリー                              | ロス・マーティン、マーラ・パワーズ、チャールズ・ヒューバート | アメリカ合衆国の旗                | |
| 大怪獣バラン                                                    | 本多猪四郎                                      | 野村浩三、園田あゆみ、平田昭彦 | 日本の旗                          | 1962年に"Varan the Unbelievable"というタイトルで海外で上映された                                        |
| 天空の燃えつきる日 The Day the Sky Exploded                     | パオロ・オイシェ                                | ポール・ハシミッド、フィオレラ・マリ、ジェラルド・ランドリー、ダリオ・ミハエリス                                                                                         | フランスの旗 · イタリアの旗       | イタリア語版タイトルはLa Morte viene dallo Spazio                                                       |
| Doroga K Zvezdam                                                | パーヴェル・クルシャンツェフ                    | Georgi Solovyov | ソビエト連邦の旗                  | |
| 吸血原子蜘蛛 Earth vs. the Spider                               | バート・I・ゴードン                             | エド・ケマー、ジーン・ピアソン、ジーン・ロス | アメリカ合衆国の旗                | |
| The Electronic Monster                                          | モンゴメリー・タリー                            | ロッド・キャメロン、マリー・マーフィー、メレディス・エドワーズ | イギリスの旗 · アメリカ合衆国の旗 | |
| 顔のない悪魔 Fiend Without a Face                               | アーサー・クラブトゥリー                        | キナストン・リーヴス、マーシャル・トンプソン、テリー・キルバーン | イギリスの旗 · アメリカ合衆国の旗 | |
| ハエ男の恐怖 The Fly                                            | カート・ニューマン                              | ヴィンセント・プライス、パトリシア・オーエンス、ハーバート・マーシャル                                                                                                   | アメリカ合衆国の旗                | |
| 怪奇フランケンシュタイン1971 Frankenstein 1970                  | ハワード・W・コッチ                             | ボリス・カーロフ、トム・ダガン、ジャナ・ラッド | アメリカ合衆国の旗                | |
| 宇宙冒険旅行 From the Earth to the Moon                         | バイロン・ハスキン                              | ジョセフ・コットン、ジョージ・サンダース、デブラ・パジェット | アメリカ合衆国の旗                | |
| 美女と液体人間 The H-Man                                        | 本多猪四郎                                      | 白川由美、佐原健二、平田昭彦 | 日本の旗                          | |
| 宇宙船の襲来 I Married a Monster from Outer Space               | ジーン・フラウアー                              | トム・タイロン、グロリア・タルボット、ケン・リンチ | アメリカ合衆国の旗                | |
| 恐怖の火星探検 It! The Terror from Beyond Space                 | エドワード・L・カーン                           | マーシャル・トンプソン、ショーン・スミス、キム・スポルディン | アメリカ合衆国の旗                | |
| The Lost Missile                                                | レスター・ウィリアム・バーク                    | ロバート・ロッジア、エレン・パーカー、フィリップ・パイン | アメリカ合衆国の旗                | |
| 月へのミサイル Missile to the Moon                              | リチャード・E・カンナ                           | K.T. スティーヴンス、リチャード・トラヴィス、リサ・シモーヌ | アメリカ合衆国の旗                | |
| Missile Monsters                                                | フレッド・C・ブラノン                           | ウォルター・リード、ロイス・ホール、ジェームズ・クラヴェン、ジョージ・ガイ                                                                                               | アメリカ合衆国の旗                | |
| Небо зовет                                                      | アレクサンドル・コズィリ ミハイル・カリューコフ | アレキサンドル・シュウォーリン、イワン・ペレウェルゼフ | ソビエト連邦の旗                  | 原題のアルファベット表記はNebo zovet。後にBattle Beyond the Sunというタイトルでアメリカ版が公開された。 |
| X星から来た吸血獣 Night of the Blood Beast                      | バーナード・コワルスキー                        | マイケル・エメット、アンジェラ・グリーン、ジョン・ベアー | アメリカ合衆国の旗                | |
| 惑星X悲劇の壊滅 en:Queen of Outer Space                         | エドワード・バーンズ                            | ザ・ザ・ガボール, ローリイ・ミッチェル, エリック・フレミング | アメリカ合衆国の旗                | |
| Satan's Satellites                                              | フレッド・C・ブラノン                           | ジャド・ホールドレン、アリーン・タウン、レーン・ブラッドフォード、スタンリー・ワックスマン                                                                               | アメリカ合衆国の旗                | |
| 宇宙からの生命体ブラッド・ラスト Space Master X-7               | エドワード・バーンズ                            | ロバート・エリス, ビル・ウィリアムズ, リン・トーマス | アメリカ合衆国の旗                | |
| 恐怖の獣人 Teenage Cave Man                                     | ロジャー・コーマン                              | ロバート・ヴォーン、レスリー・E・ブラッドリー、フランク・デ・コヴァ | アメリカ合衆国の旗                | |
| 十代の陰獣 en:Teenage Monster                                   | ジャック・マルケット                            | アン・グウィン, スチュアート・ウェイド | アメリカ合衆国の旗                | Meteor Monsterというタイトルで1957年にプレミア上映が行われた                                            |
| The Trollenberg Terror                                          | クエンティン・ローレンス                        | フォレスト・タッカー、ローレンス・ペイン、ジャネット・モンロー | イギリスの旗                      | アメリカ合衆国でのリリース時のタイトルは The Crawling Eye                                               |
| 巨人獣 War of the Colossal Beast                                | バート・I・ゴードン                             | サリー・フレイザー、ディーン・パーキン、ロジャー・ペイス | アメリカ合衆国の旗                | 『戦慄!プルトニウム人間』の続編                                                                         |
| War of the Satellites                                           | ロジャー・コーマン                              | スーザン・キャボット、リチャード・デヴォン、エリック・シンクレア | アメリカ合衆国の旗                | |
| 1959                                                            |                                                 | |                                   | |
| The 30 Foot Bride of Candy Rock                                 | シドニンー・ミラー                              | ルー・コステロ、ドロシー・プロヴィン ガラ・ゴードン | アメリカ合衆国の旗                | |
| 4Dマン 4D Man                                                   | アービン・S・イヤワース・ジュニア               | ロバート・ランシング、リー・メリウェザー ジェームズ・コンドン | アメリカ合衆国の旗                | |
| 巨大アメーバの惑星 The Angry Red Planet                         | イブ・メルキオー                                | ジェラルド・モーア、レス・トレイミー、ノーラ・ハイデン | アメリカ合衆国の旗                | |
| 原潜vs.UFO/海底大作戦 The Atomic Submarine                      | スペンサー・ゴードン・ベネット                  | アーサー・フランツ、ディック・フォラン、ブレット・ハスリー | アメリカ合衆国の旗                | |
| 吸血怪獣ヒルゴンの猛襲 Attack of the Giant Leeches              | バーナード・コワルスキー                        | ジョン・シェパード、ジーン・ロス、イヴェット・ヴィッカーズ | アメリカ合衆国の旗                | |
| 宇宙大戦争                                                      | 本多猪四郎                                      | 池部良、千田是也 | 日本の旗                          | |
| 魔の谷 Beast From Haunted Cave                                  | モンテ・ヘルマン                                | マイケル・フォレスト、シーラ・ヌーナン、フランク・ウォルフ | アメリカ合衆国の旗                | |
| The Cosmic Man                                                  | ハーバート・グリーン                            | ブルース・ベネット、ジョン・キャラダイン、アンジェラ・グリーン | アメリカ合衆国の旗                | |
| 宇宙の怪人 First Man into Space                                 | ロバート・デイ                                  | マーシャル・トンプソン マーラ・ランディ ビル・エドワーズ | イギリスの旗                      | |
| 金星ロケット発進す First Spaceship on Venus                     | クルト・メーツィヒ                              | 谷洋子、オルドリッチ・ルークス、イグナーチ・マホフスキー | 東ドイツの旗 · ポーランドの旗     | |
| 大蜥蜴の怪 Giant Gila Monster                                   | レイ・ケロッグ                                  | ドン・サリヴァン、リザ・シモーヌ、フレッド・グラハム | アメリカ合衆国の旗                | |
| Gigantis the Fire Monster                                       | Paul Schreibman                                 | 小泉博 | 日本の旗                          | 『ゴジラの逆襲』の海外版                                                                                |
| 太陽の怪物 The Hideous Sun Demon                                | ロバート・クラーク                              | ロバート・クラーク、パトリシア・マニング、ナン・ピーターソン | アメリカ合衆国の旗                | |
| 地底探険 Journey to the Center of the Earth                     | ヘンリー・レヴィン                              | パット・ブーン、ジェームズ・メイソン、アーレン・ダール、ダイアン・ベイカー                                                                                               | アメリカ合衆国の旗                | |
| 人喰いネズミの島 The Killer Shrews                              | レイ・ケロッグ                                  | ジェームズ・ベスト、ケン・カーティス、イングリッド・グード | アメリカ合衆国の旗                | |
| 双頭の殺人鬼 The Manster                                        | ジョージ・ブレイクストン, ケネス・クレイン      | ピーター・ダインリー, ジェーン・ヒルトン, 中村哲, 武智豊子 | 日本の旗 · アメリカ合衆国の旗     | [ 7 ] [ 8 ]                                                                                             |
| The Monster of Piedras Blancas                                  | アーヴィン・バーウィック                        | レス・トレメイン、フォレスト・ルイス、ジョン・ハーモン | アメリカ合衆国の旗                | |
| 渚にて On the Beach                                             | スタンリー・クレイマー                          | グレゴリー・ペック、エヴァ・ガードナー、フレッド・アステア | アメリカ合衆国の旗                | |
| プラン9・フロム・アウタースペース Plan 9 from Outer Space       | エド・ウッド                                    | ベラ・ルゴシ、モナ・マッキノン、グレゴリー・ウォルコット、バンパイラ | アメリカ合衆国の旗                | |
| 蠅男の逆襲 Return of the Fly                                    | エドワード・バーンズ                            | ヴィンセント・プライス、ブレット・ハルゼイ、ジョン・サットン | アメリカ合衆国の旗                | |
| 宇宙からの少年 Teenagers from Outer Space                       | トム・グレーフ                                  | デイヴィッド・ラヴ、ドーン・アンダーソン、ハーヴェイ・B・ダン | アメリカ合衆国の旗                | |
| 地球全滅 The World, the Flesh and the Devil                     | ロナルド・マクドゥガル                          | ハリー・ベラフォンテ、インガー・スティーヴンス、メル・ファーラー | アメリカ合衆国の旗                | |

### 1960年代
| 1960                                                                    |                                              | |                                                        |                                                      |
| 12 to the Moon                                                          | デヴィッド・ブラッドリー                     | ケン・クラーク、ミキ・コビ、トム・コンウェイ                                                                              | アメリカ合衆国の旗                                     |                                                      |
| A Corpse Hangs in the Web                                               | フリッツ・ベトガー                           | アレクサンダー・ダーシー、バーバラ・バレンティン                                                                          | セルビアの旗 · ドイツの旗                              |                                                      |
| 驚異の透明人間 The Amazing Transparent Man                              | エドガー・G・ウルマー                        | ダグラス・ケネディ、マーゲリット・チャップマン                                                                            | アメリカ合衆国の旗                                     |                                                      |
| Atomic War Bride                                                        | ヴェリコ・ブライーチ                         | バタ・ジヴコヴィッチ 、アントン・ヴロドジェク                                                                             | セルビアの旗                                           |                                                      |
| 宇宙のデッドライン Beyond the Time Barrier                              | エドガー・G・ウルマー                        | ロバート・クラーク、ダーレン・トンプキンス                                                                                | アメリカ合衆国の旗                                     |                                                      |
| 最後の海底巨獣 Dinosaurus!                                              | アーヴィン・ショーテス・イヤワース・ジュニア | ウォード・ラムゼイ、ポール・ルカザー、クリスチナ・ハンソン                                                                | アメリカ合衆国の旗                                     |                                                      |
| ガス人間第一号                                                          | 本多猪四郎                                   | 三橋達也、八千草薫、土屋嘉男                                                                                              | 日本の旗                                               |                                                      |
| 地球最後の女 アイ・アム・ウーマン・オブ・レジェンド Last Woman on Earth | ロジャー・コーマン                           | アントニー・カーボーン、ベッツィ・ジョーンズ・モアランド                                                                  | アメリカ合衆国の旗                                     |                                                      |
| 月世界一番乗り Man in the Moon                                          | バジル・ディアデン                           | ケネス・モア、シェリー・アン・フィールド、ノーマン・バード                                                                | イギリスの旗                                           |                                                      |
| 電送人間                                                                | 福田純                                       | 鶴田浩二、平田昭彦、土屋嘉男                                                                                              | 日本の旗                                               |                                                      |
| SOS地球を救え! Space Men                                                | アントニオ・マルゲリーティ                   | リク・ヴァン・ヌッター、Aldo Pini、Jack Wallace                                                                           | 西ドイツの旗 · イタリアの旗                            |                                                      |
| タイム・マシン 80万年後の世界へ The Time Machine                        | ジョージ・パル                               | ロッド・テイラー、アラン・ヤング、イヴェット・ミミュー                                                                    | イギリスの旗 · アメリカ合衆国の旗                      | アカデミー特殊効果賞受賞。                           |
| 底抜け宇宙旅行 Visit to a Small Planet                                  | ノーマン・タウログ                           | ジェリー・ルイス、ジョアン・ブラックマン、フレッド・クラーク                                                              | アメリカ合衆国の旗                                     |                                                      |
| 未知空間の恐怖/光る眼 Village of the Damned                             | ウルフ・リラ                                 | ジョージ・サンダース、バーバラ・シェリー、マーティン・スティーヴンス、ローレンス・ネイスミス                              | イギリスの旗                                           |                                                      |
| 1961                                                                    |                                              | |                                                        |                                                      |
| 宇宙快速船                                                              | 太田浩児                                     | 千葉真一 | 日本の旗                                               |                                                      |
| 謎の大陸アトランティス Atlantis, the Lost Continent                     | ジョージ・パル                               | アンソニー・ホール、ジョイス・テイラー、フランク・デ・コヴァ                                                              | アメリカ合衆国の旗                                     |                                                      |
| The Beast of Yucca Flats                                                | コールマン・フランシス                       | Douglas Mellor、Larry Aten、トー・ジョンソン                                                                              | アメリカ合衆国の旗                                     |                                                      |
| The Day the Earth Caught Fire                                           | ヴァル・ゲスト                               | ジャネット・ムンロー、レオ・マッカーン、エドワード・ジャッド                                                              | イギリスの旗                                           | 英国アカデミー賞脚本賞受賞。                         |
| 世界大戦争                                                              | 松林宗恵                                     | フランキー堺、宝田明 | 日本の旗                                               |                                                      |
| SF巨大生物の島 Mysterious Island                                        | サイ・エンドフィールド                       | マイケル・クレイグ、ジョアン・グリーンウッド、マイケル・カラン                                                            | イギリスの旗                                           |                                                      |
| モスラ                                                                  | 本多猪四郎                                   | ジェリー伊藤、上原謙、ザ・ピーナッツ                                                                                      | 日本の旗                                               |                                                      |
| 地球の危機 Voyage to the Bottom of the Sea                              | アーウィン・アレン                           | ウォルター・ピジョン、ジョーン・フォンテイン、バーバラ・イーデン                                                          | アメリカ合衆国の旗                                     |                                                      |
| 1962                                                                    |                                              | |                                                        |                                                      |
| 両棲人間 The Amphibian Man                                              | ゲンナージー・カザンスキー                   | ウラジーミル・コレネフ、アナスタシャ・ヴェルティンスカヤ、ミハイル・コザコフ                                              | ソビエト連邦の旗                                       |                                                      |
| The Brain That Wouldn't Die                                             | ジョセフ・グリーン                           | ハーブ・エヴァーズ、アデレ・ラモント                                                                                      | アメリカ合衆国の旗                                     |                                                      |
| 人類SOS! The Day of the Triffids                                        | スティーヴ・セクリー                         | ハワード・キール、キーロン・ムーア、ジャネット・スコット                                                                  | イギリスの旗                                           |                                                      |
| 妖星ゴラス                                                              | 本多猪四郎                                   | 池部良、白川由美、志村喬                                                                                                  | 日本の旗                                               |                                                      |
| ラ・ジュテ La Jetée                                                     | クリス・マルケル                             | ジャン・ネグローニ、エチエンヌ・ベッケル                                                                                  | フランスの旗                                           |                                                      |
| Journey to the 7th Planet                                               | シドニー・ピンク                             | ジョン・エイガー、グレタ・テッセン、アン・スミルナー                                                                      | デンマークの旗 · スウェーデンの旗 · アメリカ合衆国の旗 |                                                      |
| キングコング対ゴジラ                                                    | 本多猪四郎、トーマス・モンゴメリ             | マイケル・キース、ジェームズ八木、高島忠夫                                                                                | 日本の旗 · アメリカ合衆国の旗                          |                                                      |
| 性本能と原爆戦 Panic in Year Zero!                                      | レイ・ミランド                               | レイ・ミランド、ジーン・ヘイゲン、フランキー・アヴァンロン                                                                | アメリカ合衆国の旗                                     |                                                      |
| 火を噴く惑星 Planeta Burg                                               | パーヴェル・クルシャンツェフ                 | ウラジーミル・エメリヤノフ、Georgiy Zhzhenov、ゲンナディ・ウェルノフ                                                      | ソビエト連邦の旗                                       |                                                      |
| Varan the Unbelievable                                                  | ジェリー・バーウィッツ                       | マイロン・ハーレー、小林ツル子、デリック・シマツ                                                                          | アメリカ合衆国の旗                                     | 『大怪獣バラン』海外版                               |
| 1963                                                                    |                                              | |                                                        |                                                      |
| 海底軍艦                                                                | 本多猪四郎                                   | 高島忠夫、藤山陽子、藤木悠                                                                                                | 日本の旗                                               |                                                      |
| The Crawling Hand                                                       | ハーバート・L・ストロック                    | ピーター・ブレック、ケント・テイラー                                                                                      | アメリカ合衆国の旗                                     |                                                      |
| The Damned                                                              | ジョゼフ・ロージー                           | マクドナルド・ケイリー、シェリー・アン・フィールド、ヴィヴェカ・リンドフォース                                            | イギリスの旗                                           |                                                      |
| The Day Mars Invaded Earth                                              | モーリー・デクスター                         | ベティ・ビール、ローウェル・ブラウン、トロイ・メルトン                                                                    | アメリカ合衆国の旗                                     |                                                      |
| イカリエ-XB1 Ikarie XB1                                                 | インドゥジヒ・ポラーク                       | オットー・ラツコヴィチ（Otto Lackovič）、ラドバン・ルカフスキー、ズデニェク・シュチェパーネク、フランチシェク・スモリーク | チェコスロバキアの旗                                   | 原作はスタニスワフ・レムのSF小説「マゼラン星雲」。 , |
| マタンゴ                                                                | 本多猪四郎                                   | 土屋嘉男、佐原健二、久保明                                                                                                | 日本の旗                                               |                                                      |
| X線の眼を持つ男 X: The Man with the X-Ray Eyes                          | ロジャー・コーマン                           | レイ・ミランド、ダイアナ・ヴァン・ダー・ヴリス、ハロルド・J・ストーン                                                     | アメリカ合衆国の旗                                     |                                                      |
| 1964                                                                    |                                              | |                                                        |                                                      |
| 宇宙大怪獣ドゴラ                                                        | 本多猪四郎                                   | 夏木陽介、藤山陽子 | 日本の旗                                               |                                                      |
| H.G.ウェルズのS.F.月世界探険 First Men in the Moon                      | ネイザン・ジュラン                           | エドワード・ジャッド、ライオネル・ジェフリーズ、マーサ・ハイヤー                                                          | イギリスの旗                                           |                                                      |
| 三大怪獣 地球最大の決戦                                                 | 本多猪四郎                                   | 夏木陽介、星由里子、志村喬、ザ・ピーナッツ                                                                                | 日本の旗                                               |                                                      |
| 地球最後の男 The Last Man on Earth                                      | ウバルド・ラゴーナ、シドニー・サルコウ       | ヴィンセント・プライス、ジャコモ・ロッシ＝スチュアート、                                                                  | イタリアの旗 · アメリカ合衆国の旗                      |                                                      |
| アトミック・ブレイン 大脳移植若返り法 Monstrosity                       | ジョセフ・V・マシェリ                        | フランク・ガーステル、エリカ・ピータース、ジュディ・バンバー                                                              | アメリカ合衆国の旗                                     | VHS リリース時のタイトルはThe Atomic Brain。         |
| モスラ対ゴジラ                                                          | 本多猪四郎                                   | 宝田明、星由里子、小泉博                                                                                                  | 日本の旗                                               |                                                      |
| パジャマ・パーティ Pajama Party                                         | ドン・ワイズ                                 | トニー・カーク、アネット・ファニセロ、エルザ・ランチェスター、バスター・キートン、テリー・ガー、ドロシー・ラムーア        | アメリカ合衆国の旗                                     |                                                      |
| 火星着陸第1号 Robinson Crusoe on Mars                                   | バイロン・ハスキン                           | ポール・マンティ、ヴィク・ランディン、アダム・ウェスト                                                                    | アメリカ合衆国の旗                                     |                                                      |
| 宇宙大戦争 サンタvs火星人 Santa Claus Conquers the Martians             | ニコラス・ウェブスター                       | ピア・ザドラ、チャールズ・G・レン、ドリス・リッチ                                                                         | アメリカ合衆国の旗                                     |                                                      |
| タイム・トラベラーズ The Time Travelers                                 | イブ・メルキオー                             | プレストン・S・フォスター、フィリップ・カーレイ、メリー・アンダース                                                       | アメリカ合衆国の旗                                     |                                                      |
| 1965                                                                    |                                              | |                                                        |                                                      |
| 華麗なる殺人 The 10th Victim'                                           | エリオ・ペトリ                               | マルチェロ・マストロヤンニ、ウルスラ・アンドレス、エルザ・マルティネッリ                                                  | イタリアの旗 · フランスの旗                            |                                                      |
| アルファヴィル Alphaville                                               | ジャン＝リュック・ゴダール                   | エディ・コンスタンティーヌ、アンナ・カリーナ、エイキム・タミロフ                                                          | フランスの旗 · イタリアの旗                            |                                                      |
| ビキニマシン Dr. Goldfoot and the Bikini Machine                        | ノーマン・タウログ                           | ヴィンセント・プライス、フランキー・アヴァロン、ドウェイン・ヒックマン                                                    | アメリカ合衆国の旗                                     |                                                      |
| Dr.フーin怪人ダレクの惑星 Dr. Who and the Daleks                        | ゴードン・フレミング                         | ピーター・カッシング、ロイ・キャッスル、ジェニー・リンデン                                                                | イギリスの旗                                           |                                                      |
| The Eye Creatures                                                       | ラリー・ブキャナン                           | ジョン・アシュレイ、チェット・デイヴィス、ウォーレン・ハマック                                                            | アメリカ合衆国の旗                                     |                                                      |
| フランケンシュタイン対地底怪獣                                          | 本多猪四郎                                   | ニック・アダムス、高島忠夫、水野久美                                                                                      | 日本の旗                                               |                                                      |
| 大怪獣ガメラ                                                            | 湯浅憲明                                     | 船越英二、霧立はるみ | 日本の旗                                               |                                                      |
| 怪獣大戦争                                                              | 本多猪四郎                                   | ニック・アダムス、田崎潤、宝田明                                                                                          | 日本の旗                                               |                                                      |
| イギリスは占領された!? It Happened Here                                 | アンドリュー・モロ、ケヴィン・ブラウンロー   | ポーリーン・マレイ、セバスチャン・ショウ、ニコレッタ・バーナード                                                          | イギリスの旗                                           |                                                      |
| モンスター・ア・ゴーゴー Monster a Go-Go!                               | ハーシェル・ゴードン・ルイス                 | フィル・モートン、ジューン・トラヴィス                                                                                    | アメリカ合衆国の旗                                     |                                                      |
| バンパイアの惑星 Planet of the Vampires                                 | マリオ・バーヴァ                             | バリー・サリヴァン、ノーマ・ベンジェル、エンジェル・アランダ                                                              | イタリアの旗 · スペインの旗                            |                                                      |
| Star Pilot                                                              | Pietro Francisci                             | レオノーラ・ルフォ | イタリアの旗                                           |                                                      |
| Village of the Giants                                                   | バート・I・ゴードン                          | トミー・カーク、ジョニー・クロウフォード、ボー・ブリッジス                                                                | アメリカ合衆国の旗                                     |                                                      |
| 深海の軍神 War Gods of the Deep                                         | ジャック・ターナー                           | ヴィンセント・プライス、タブ・ハンター、スーザン・ハート                                                                  | アメリカ合衆国の旗 · イギリスの旗                      |                                                      |
| 1966                                                                    |                                              | |                                                        |                                                      |
| 海底大戦争                                                              | 佐藤肇                                       | 千葉真一、ペギー・ニール、フランツ・グルーバー                                                                            | 日本の旗                                               |                                                      |
| 消されたスパイ Agent for H.A.R.M.                                       | ガード・オズワルド                           | マーティン・コスレック、ドナ・ミシェル、アリツィア・ガー                                                                  | アメリカ合衆国の旗                                     |                                                      |
| 海底世界一周 Around the World Under the Sea                             | アンドリュー・マートン                       | ロイド・ブリッジス、ブライアン・ケリー                                                                                    | アメリカ合衆国の旗                                     |                                                      |
| 地球侵略戦争2150 Daleks - Invasion Earth: 2150 A.D.                     | ゴードン・フレミング                         | ピーター・カッシング、バーナード・クリビンス、レイ・ブルックス                                                            | イギリスの旗                                           |                                                      |
| 他人の顔                                                                | 勅使河原宏                                   | 仲代達矢、京マチ子、岸田今日子                                                                                            | 日本の旗                                               |                                                      |
| 華氏451 Fahrenheit 451                                                  | フランソワ・トリュフォー                     | オスカー・ウェルナー、ジュリー・クリスティ、シリル・キューザック                                                          | イギリスの旗 · フランスの旗                            |                                                      |
| ミクロの決死圏 Fantastic Voyage                                         | リチャード・フライシャー                     | スティーヴン・ボイド、ラクエル・ウェルチ、エドモンド・オブライエン                                                        | アメリカ合衆国の旗                                     | アカデミー美術賞と視覚効果賞受賞                     |
| 大怪獣決闘 ガメラ対バルゴン                                             | 田中重雄                                     | 本郷功次郎、江波杏子 | 日本の旗                                               |                                                      |
| ゴジラ・エビラ・モスラ 南海の大決闘                                     | 福田純                                       | 宝田明、渡辺徹 | 日本の旗                                               |                                                      |
| 血に飢えた島 Island of Terror                                           | テレンス・フィッシャー                       | ピーター・カッシング、エドワード・ジャッド、キャロル・グレイ                                                              | イギリスの旗                                           |                                                      |
| セコンド/アーサー・ハミルトンからトニー・ウィルソンへの転身 Seconds     | ジョン・フランケンハイマー                   | ロック・ハドソン、サロメ・ジェンズ、ジョン・ランドルフ                                                                    | アメリカ合衆国の旗                                     |                                                      |
| フランケンシュタインの怪獣 サンダ対ガイラ                               | 本多猪四郎                                   | ラス・タンブリン、沢村いき雄、佐原健二                                                                                    | 日本の旗                                               |                                                      |
| 1967                                                                    |                                              | |                                                        |                                                      |
| The Andromeda Nebula                                                    | Yevgeny Sherstobitov                         | Via Artmane、Sergei Stolyarov、Nikolai Kryukov                                                                            | ソビエト連邦の旗                                       |                                                      |
| 大怪獣空中戦 ガメラ対ギャオス                                           | 湯浅憲明                                     | 本郷功次郎、上田吉二郎 | 日本の旗                                               |                                                      |
| キングコングの逆襲                                                      | 本多猪四郎                                   | ローズ・リーズン、浜美枝、リンダ・G・ミラー                                                                               | 日本の旗                                               |                                                      |
| 火星人大襲来 Mars Needs Women                                           | ラリー・ブキャナン                           | トミー・カーク | アメリカ合衆国の旗                                     |                                                      |
| 高熱怪物の恐怖 Night of the Big Heat                                    | テレンス・フィッシャー                       | ピーター・カッシング、クリストファー・リー                                                                                | イギリスの旗                                           |                                                      |
| Privilege                                                               | ピーター・ワトキンス                         | ポール。ジョーンズ、ジェーン・シュリンプトン、マーク・ロンドン                                                            | イギリスの旗                                           |                                                      |
| 怪獣島の決戦 ゴジラの息子                                               | 福田純                                       | 久保明、高島忠夫、前田美波里                                                                                              | 日本の旗                                               |                                                      |
| 宇宙からの侵入者 They Came From Beyond Space                            | フレディ・フランシス                         | ロバート・ハットン、Jennifer Jayne、マイケル・ガフ                                                                        | イギリスの旗                                           |                                                      |
| 大怪獣ヨンガリ Yonggary                                                 | キム・ギドク                                 | Moon Kang、Kwang Ho Lee、Soonjai Lee                                                                                      | 大韓民国の旗                                           |                                                      |
| 1968                                                                    |                                              | |                                                        |                                                      |
| 2001年宇宙の旅 2001: A Space Odyssey                                    | スタンリー・キューブリック                   | キア・デュリア、ゲイリー・ロックウッド、ウィリアム・シルベスター                                                          | イギリスの旗 · アメリカ合衆国の旗                      | アカデミー視覚効果賞・ヒューゴー賞長編映像賞受賞     |
| The Astro-Zombies                                                       | Ted V. Mikels                                | ウェンデル・コーリー、ジョン・キャラダイン、トム・ペース                                                                  | アメリカ合衆国の旗                                     |                                                      |
| バーバレラ Barbarella                                                   | ロジェ・ヴァディム                           | ジェーン・フォンダ、ジョン・フィリップ・ロー、アニタ・パレンバーグ                                                        | フランスの旗 · イタリアの旗                            |                                                      |
| まごころを君に Charly                                                   | ラルフ・ネルソン                             | クリフ・ロバートソン、クレア・ブルーム                                                                                    | アメリカ合衆国の旗                                     | アカデミー主演男優賞受賞。                           |
| 怪獣総進撃                                                              | 本多猪四郎                                   | 久保明、田崎潤、土屋嘉男                                                                                                  | 日本の旗                                               |                                                      |
| 吸血鬼ゴケミドロ                                                        | 佐藤肇                                       | 吉田輝雄 | 日本の旗                                               |                                                      |
| ガンマー第3号 宇宙大作戦 The Green Slime                                | 深作欣二                                     | ロバート・ホートン、ルチアナ・パルッツィ、リチャード・ジャッケル                                                          | 日本の旗 · アメリカ合衆国の旗                          |                                                      |
| ジュ・テーム、ジュ・テーム Je t'aime, je t'aime                         | アラン・レネ                                 | クロード・リッシュ、オルガ・ジョルジュ・ピコ、アヌーク・フェルジャック                                                    | フランスの旗 · スペインの旗                            |                                                      |
| 昆虫大戦争                                                              | 二本松嘉瑞                                   | 園井啓介、川津祐介 | 日本の旗                                               |                                                      |
| 猿の惑星 Planet of the Apes                                             | フランクリン・J・シャフナー                  | チャールトン・ヘストン、ロディ・マクドウォール、キム・ハンター、モーリス・エヴァンス                                      | アメリカ合衆国の旗                                     |                                                      |
| 危機一髪!西半球最後の日 Project X                                       | ウィリアム・キャッスル                       | クリストファー・ジョージ、グレタ・ボールドウィン、ヘンリー・ジョーンズ                                                    | アメリカ合衆国の旗                                     |                                                      |
| 火星人地球大襲撃 Quatermass and the Pit                                 | ロイ・ウォード・ベイカー                     | ジェームズ・ドナルド、バーバラ・シェリー、アンドリュー・キアー                                                            | イギリスの旗                                           |                                                      |
| 1969                                                                    |                                              | |                                                        |                                                      |
| ゴジラ・ミニラ・ガバラ オール怪獣大進撃                                 | 本多猪四郎                                   | 矢崎知紀、天本英世、佐原健二、中真千子                                                                                    | 日本の旗                                               |                                                      |
| ネモ船長と海底都市 Captain Nemo and the Underwater City                 | ジェームズ・H・ヒル                          | ロバート・ライアン、チャック・コナーズ、ナネット・ニューマン                                                              | イギリスの旗                                           |                                                      |
| テニス靴をはいたコンピューター The Computer Wore Tennis Shoes           | ロバート・バトラー                           | カート・ラッセル、シーザー・ロメオ、ジョー・フリン                                                                        | アメリカ合衆国の旗                                     |                                                      |
| クライム・オブ・ザ・フューチャー/未来犯罪の確立 Crimes of the Future'   | デヴィッド・クローネンバーグ                 | ロナルド・ムロジック、ポール・マルホランド、ジャック・メッシンガー                                                        | カナダの旗                                             |                                                      |
| 決死圏SOS宇宙船 Doppelgänger                                            | ロバート・パリッシュ                         | ロイ・シネス、パトリック・ワイマーク、イアン・ヘンドリー                                                                  | イギリスの旗                                           | 別題:Journey to the Far Side of the Sun              |
| ガメラ対大悪獣ギロン                                                    | 湯浅憲明                                     | 加島信博、クリス・マーフィー、船越英二                                                                                    | 日本の旗                                               |                                                      |
| いれずみの男 The Illustrated Man                                        | ジャック・スマイト                           | ロッド・スタイガー、クレア・ブルーム                                                                                      | アメリカ合衆国の旗                                     |                                                      |
| 緯度0大作戦                                                             | 本多猪四郎                                   | ジョゼフ・コットン、シーザー・ロメロ、宝田明                                                                              | 日本の旗                                               |                                                      |
| 宇宙からの脱出 Marooned                                                 | ジョン・スタージェス                         | グレゴリー・ペック、リチャード・クレンナ、デビッド・ヤンセン、ジェームズ・フランシスカス                                  | アメリカ合衆国の旗                                     | アカデミー視覚効果賞受賞。                           |
| 宇宙船02 Moon Zero Two                                                  | ロイ・ウォード・ベイカー                     | ジェームズ・オルソン、ウォーレン・ミッチェル                                                                              | イギリスの旗                                           |                                                      |
| ステレオ/均衡の遺失 Stereo                                              | デヴィッド・クローネンバーグ                 | ジャック・メッシンガー、Iain Ewing、クララ・メイヤー                                                                      | カナダの旗                                             |                                                      |
| 恐竜グワンジ The Valley of Gwangi                                       | ジェームズ・オコノリー                       | ジェームズ・フランシスカス、ギラ・ゴラン、ローレンス・ナイスミス                                                          | アメリカ合衆国の旗                                     |                                                      |

### 1970年代
| 1970                                                                                     |                                                     | |                                     | |
| 続・猿の惑星 Beneath the Planet of the Apes                                              | テッド・ポスト                                      | ジェームズ・フランシスカス、キム・ハンター、モーリス・エヴァンス                                   | アメリカ合衆国の旗                  | |
| Der Große Verhau                                                                         | アレクサンダー・クルーゲ                            | Vinzenz Sterr                                                                                      | 西ドイツの旗                        | 英題:"The Big Mess" |
| クレオパトラ                                                                             | 手塚治虫,山本暎一                                   | | 日本の旗                            | アニメ映画 |
| 地球爆破作戦 Colossus: The Forbin Project                                                | ジョセフ・サージェント                              | エリック・ブレーデン、スーザン・クラーク、ゴードン・ピンセント、ウィリアム・シャラート             | アメリカ合衆国の旗                  | 1979年サターン賞theatrical motion picture productionを受賞。 |
| クライム・オブ・ザ・フューチャー/未来犯罪の確立 Crimes of The Future                     | デヴィッド・クローネンバーグ                        | ロナルド・モロジック ジョン・リドルト                                                              | カナダの旗                          | |
| 海底3万マイル                                                                            | 田宮武                                              | | 日本の旗                            | アニメ映画。 |
| 彗星に乗って Na kometě                                                                   | カレル・ゼマン                                      | | チェコスロバキアの旗                | |
| 最後の脱出 No Blade of Grass                                                             | コーネル・ワイルド                                  | ナイジェル・ダヴェンポート                                                                         | イギリスの旗                        | [ 11 ] |
| バンパイアキラーの謎 en:Scream and Scream Again                                          | ゴードン・ヘスラー                                  | ヴィンセント・プライス, クリストファー・リー, ピーター・カッシング                                 | イギリスの旗                        | [ 12 ] |
| ゲゾラ・ガニメ・カメーバ 決戦!南海の大怪獣 Space Amoeba                                  | 本多猪四郎                                          | 久保明、高橋厚子、土屋嘉男                                                                         | 日本の旗                            | |
| 類人猿捜索隊 Skullduggery                                                                | ゴードン・ダグラス                                  | バート・レイノルズ                                                                                 | アメリカ合衆国の旗                  | |
| オリビア・ニュートン・ジョンのトゥモロー Toomorrow                                       | ヴァル・ゲスト                                      | オリビア・ニュートン＝ジョン、ベニー・トーマス、ヴィク・クーパー                                   | イギリスの旗                        | |
| Yog, Monster from Space                                                                  | 本多猪四郎                                          | 当銀長太郎                                                                                         | 日本の旗                            | 『ゲゾラ・ガニメ・カメーバ 決戦!南海の大怪獣』の海外版 |
| アインシュタイン暗殺指令 Zabil jsem Einsteina, pánové!                                   | オルドリッチ・リプスキー                            | ユジイ・ソバク                                                                                     | チェコの旗                          | 別題：SF地球滅亡の危機/アインシュタイン暗殺指令 |
| 1971                                                                                     |                                                     | |                                     | |
| アンドロメダ… The Andromeda Strain                                                       | ロバート・ワイズ                                    | アーサー・ヒル、デヴィッド・ウェイン、ジェームズ・オルソン、ケイト・レイド                         | アメリカ合衆国の旗                  | |
| 時計じかけのオレンジ A Clockwork Orange                                                  | スタンリー・キューブリック                          | マルコム・マクダウェル、パトリック・マギー、マイケル・ベイツ                                       | イギリスの旗                        | ヒューゴー賞長編映像部門受賞 |
| 新・猿の惑星 Escape from the Planet of the Apes                                          | ドン・テイラー                                      | ロディ・マクドウォール、キム・ハンター                                                             | アメリカ合衆国の旗                  | |
| ガメラ対深海怪獣ジグラ Gamera vs. Zigra                                                  | 湯浅憲明                                            | 藤山浩二、井上大吾                                                                                 | 日本の旗                            | |
| Gas-s-s-s                                                                                | ロジャー・コーマン                                  | Robert Corff、Elaine Giftos、George Armitage                                                       | アメリカ合衆国の旗                  | |
| Glen and Randa                                                                           | ジム・マクブライド                                  | スティーヴ・カリー、シェリー・プリンプトン                                                         | アメリカ合衆国の旗                  | |
| ゴジラ対ヘドラ Godzilla vs. Hedorah                                                      | 坂野義光                                            | 山内明、木村俊恵、川瀬裕之                                                                         | 日本の旗                            | |
| 怪奇!双頭人間 en:The Incredible 2-Headed Transplant                                      | アンソニー・ランザ                                  | ブルース・ダーン, ジョン・ブルーム, パット・プリースト                                             | アメリカ合衆国の旗                  | |
| 吸盤男オクトマン en:Octaman                                                              | ハリー・エセックス                                  | ピア・アンジェリ                                                                                   | アメリカ合衆国の旗                  | [ 13 ] |
| 地球最後の男オメガマン The Omega Man                                                     | ボリス・サーガル                                    | チャールトン・ヘストン、アンソニー・ザーブ、ロザリンド・キャッシュ                                 | アメリカ合衆国の旗                  | |
| ザカリー・ホイラーの復活/機密指令!大統領候補を殺すな The Resurrection of Zachary Wheeler | ロバート・ウィン                                    | レスリー・ニールセン, ブラッドフォード・ディルマン                                                 | アメリカ合衆国の旗                  | [ 14 ] |
| THX 1138                                                                                 | ジョージ・ルーカス                                  | ロバート・デュヴァル、ドナルド・プレゼンス、ドン・ペドロ・コリー                                   | アメリカ合衆国の旗                  | |
| 1972                                                                                     |                                                     | |                                     | |
| 悪魔のエイリアン Beware! The Blob                                                        | ラリー・ハグマン                                    | リチャード・スタール、ゴットフリー・ケンブリッジ                                                   | アメリカ合衆国の旗                  | |
| 猿の惑星・征服 Conquest of the Planet of the Apes                                        | J・リー・トンプソン                                 | ロディ・マクドウォール、ドン・マーレイ、リカルド・モンタルバン                                     | アメリカ合衆国の旗                  | |
| 人類最終兵器 ドゥームズデイ・マシーン Doomsday Machine                                   | ハーバート・J・レダー ハリー・ホープ リー・ショレム | ボビー・ヴァン                                                                                     | アメリカ合衆国の旗                  | ビデオ版原題： Escape from Planet Earth |
| 地球攻撃命令 ゴジラ対ガイガン Godzilla vs. Gigan                                         | 福田純                                              | 菱見百合子、梅田智子、石川博                                                                       | 日本の旗                            | |
| クリストファー・ウォーケンのマインド・スナッチャー/狂気の人体実験 The Happiness Cage     | バーナード・ジラード                                | クリストファー・ウォーケン                                                                         | アメリカ合衆国の旗                  | [ 15 ] [ 16 ] |
| そら、見たぞ、見えないぞ! Now You See Him, Now You Don't                                 | ロバート・バトラー                                  | カート・ラッセル、セザール・ロメロ、ジョー・フリン                                                 | アメリカ合衆国の旗                  | |
| サイレント・ランニング Silent Running                                                    | ダグラス・トランブル                                | ブルース・ダーン、クリフ・ポッツ、ロン・リフキン                                                   | アメリカ合衆国の旗                  | |
| スローターハウス5 Slaughterhouse Five                                                    | ジョージ・ロイ・ヒル                                | マイケル・サックス、ロン・リーブマン、ユージン・ロッシュ                                           | アメリカ合衆国の旗                  | ヒューゴー賞長編映像部門とサターンSF映画賞受賞 |
| 惑星ソラリス Solaris                                                                     | アンドレイ・タルコフスキー                          | ナターリヤ・ボンダルチューク、ユーリー・ヤルヴェト、ドナタス・バニオニス                           | ソビエト連邦の旗                    | カンヌ国際映画祭審査員特別賞受賞 |
| 赤ちゃんよ永遠に ZPG                                                                     | マイケル・キャンパス                                | シーラ・リード、オーブリー・ウッズ、オリヴァー・リード                                             | アメリカ合衆国の旗                  | |
| 1973                                                                                     |                                                     | |                                     | |
| 最後の猿の惑星 Battle for the Planet of the Apes                                         | J・リー・トンプソン                                 | ロディ・マクドウォール、クロード・エイキンズ、ナタリー・トランディ、セヴァーン・ダーデン           | アメリカ合衆国の旗                  | |
| イルカの日 The Day of the Dolphin                                                        | マイク・ニコルズ                                    | ジョージ・C・スコット、トリッシュ・ヴァン・デヴァー、ポール・ソルヴィノ                            | アメリカ合衆国の旗                  | |
| ファンタスティック・プラネット Fantastic Planet                                          | ルネ・ラルー                                        | | フランスの旗 · チェコスロバキアの旗 | アニメ映画 |
| ファイナル・プログラム The Final Programme                                               | ロバート・フュースト                                | ジョン・フィンチ、ジェニー・ラナカー、パトリック・マギー                                           | イギリスの旗                        | 別題：ファイナル・プログラム／インプット完了メシア創造の瞬間（とき）                                                                                            |
| ゴジラ対メガロ Godzilla vs. Megalon                                                      | 福田純                                              | 佐々木勝彦、川瀬裕之、林ゆたか                                                                     | 日本の旗                            | |
| Idaho Transfer                                                                           | ピーター・フォンダ                                  | キース・キャラダイン                                                                               | アメリカ合衆国の旗                  | |
| インベージョン・オブ・ザ・ビー・ガールズ/蜂女 Invasion of the Bee Girls                  | デニス・サンダース                                  | ウィリアム・スミス、クラウディア・ジェニングス、アンドレ・フィリップ                               | アメリカ合衆国の旗                  | |
| スリーパー Sleeper                                                                       | ウディ・アレン                                      | ウディ・アレン、ダイアン・キートン、ジョン・ベック                                                 | アメリカ合衆国の旗                  | ヒューゴー賞長編映像部門とネビュラ賞スクリプト部門を受賞 |
| ソイレント・グリーン Soylent Green                                                       | リチャード・フライシャー                            | チャールトン・ヘストン、エドワード・G・ロビンソン、リー・テイラー・ヤング                          | アメリカ合衆国の旗                  | ネビュラ賞スクリプト部門とサターンSF映画賞受賞。 |
| ウエストワールド Westworld                                                               | マイケル・クライトン                                | ユル・ブリンナー、リチャード・ベンジャミン、ジェームズ・ブローリン                                 | アメリカ合衆国の旗                  | |
| Who?                                                                                     | ジャック・ゴールド                                  | エリオット・グールド、トレヴァー・ハワード、ジョセフ・ボーヴァ                                     | イギリスの旗 · 西ドイツの旗         | |
| 1974                                                                                     |                                                     | |                                     | |
| 大襲来!吸血こうもり en:Chosen Survivors                                                  | サットン・ローリー                                  | ジャッキー・クーパー, アレックス・コード                                                           | アメリカ合衆国の旗 · メキシコの旗   | [ 17 ] |
| ダーク・スター Dark Star                                                                 | ジョン・カーペンター                                | ブライアン・ナレル、カル・ニホルム                                                                 | アメリカ合衆国の旗                  | 1976年、サターン賞最優秀特殊効果賞を受賞。 |
| エスパイ                                                                                 | 福田純                                              | 藤岡弘 由美かおる                                                                                  | 日本の旗                            | |
| ゴジラ対メカゴジラ Godzilla vs. Mechagodzilla                                            | 福田純                                              | 大門正明、青山一也、田島令子                                                                       | 日本の旗                            | |
| フレッシュ・ゴードン Flesh Gordon                                                        | マイケル・ベンヴェニスト、ハワード・ジーム          | ジェイソン・ウィリアムズ、スザンヌ・フィールズ、ジョセフ・ハジンス                                 | アメリカ合衆国の旗                  | |
| SF地底からの侵略/無差別襲撃!戦慄の殺人有機ガス en:Invasion from Inner Earth              | ビル・レバーン                                      | ポール・ベンツェン                                                                                 | アメリカ合衆国の旗                  | |
| 地球の頂上の島 The Island at the Top of the World                                        | ロバート・スティーヴンソン                          | デヴィッド・ハートマン, マコ岩松                                                                   | アメリカ合衆国の旗                  | |
| 星の王子さま The Little Prince                                                           | スタンリー・ドーネン                                | リチャード・カイリー, スティーヴン・ワーナー                                                       | イギリスの旗                        | |
| 悪魔の植物人間 The Mutations                                                             | ジャック・カーディフ                                | ドナルド・プレザンス, トム・ベイカー                                                               | イギリスの旗                        | [ 18 ] |
| フェイズIV 戦慄!昆虫パニック Phase IV                                                    | ソール・バス                                        | ナイジェル・ダヴェンポート、マイケル・マーフィー、リン・フレデリック                               | アメリカ合衆国の旗                  | |
| ノストラダムスの大予言                                                                   | 舛田利雄                                            | 丹波哲郎、黒沢年男、由美かおる                                                                     | 日本の旗                            | |
| Space Is the Place                                                                       | John Coney                                          | サン・ラ                                                                                           | アメリカ合衆国の旗                  | |
| 電子頭脳人間 The Terminal Man                                                            | マイク・ホッジス                                    | ジョージ・シーガル                                                                                 | アメリカ合衆国の旗                  | |
| UFO：ターゲットアース en:UFO: Target Earth                                               | マイケル・A・デガエタノ                             | ニック・プラキアス, シンシア・クライン                                                             | アメリカ合衆国の旗                  | |
| 未来惑星ザルドス Zardoz                                                                  | ジョン・ブルマン                                    | ショーン・コネリー                                                                                 | イギリスの旗                        | |
| 1975                                                                                     |                                                     | |                                     | |
| 少年と犬 A Boy and his Dog                                                               | L・Q・ジョーンズ                                    | ドン・ジョンソン、スザンヌ・ベントン、ティム・マッキンタイア                                       | アメリカ合衆国の旗                  | ヒューゴー賞長編映像部門受賞。 |
| ブラック・ムーン Black Moon                                                              | ルイ・マル                                          | キャスリン・ハリソン、テレーズ・ギーゼ、アレクサンドラ・スチュワルト                               | フランスの旗                        | |
| 燃える昆虫軍団 Bug                                                                       | ジュノー・シュウォーク                              | ブラッドフォード・ディルマン                                                                       | アメリカ合衆国の旗                  | |
| デス・レース2000年 Death Race 2000                                                       | ポール・バーテル                                    | デイヴィッド・キャラダイン、シモーヌ・グリフィス、シルベスタ・スタローン                           | アメリカ合衆国の旗                  | |
| 星の国から来た仲間 Escape to Witch Mountain                                              | ジョン・ハフ                                        | Eキム・リチャーズ, アイク・アイゼンマン                                                            | アメリカ合衆国の旗                  | |
| ジャイアント・スパイダー/大襲来 en:The Giant Spider Invasion                             | ビル・レバーン                                      | スティーヴ・ブロディ, バーバラ・ヘイル                                                             | アメリカ合衆国の旗                  | |
| 宇宙円盤大戦争                                                                           | 芹川有吾                                            | | 日本の旗                            | アニメ映画。テレビアニメ『UFOロボ グレンダイザー』のパイロット版に相当。                                                                                        |
| ロッキー・ホラー・ショー The Rocky Horror Picture Show                                   | ジム・シャーマン                                    | ティム・カリー、スーザン・サランドン、バリー・ボストウィック                                       | イギリスの旗                        | |
| ローラーボール Rollerball                                                                | ノーマン・ジュイソン                                | ジェームズ・カーン、ジョン・ハウスマン、モード・アダムス                                           | アメリカ合衆国の旗                  | サターンSF映画賞受賞。 |
| シーバース/人喰い生物の島 Shivers                                                        | デヴィッド・クローネンバーグ                        | ポール・ハンプトン、ジョー・シルバー、リン・ローリー                                               | カナダの旗                          | 日本では、『デビッド・クローネンバーグのシーバース』などの別題がある。                                                                                          |
| ステップフォードの妻たち The Stepford Wives                                              | ブライアン・フォーブス                              | キャサリン・ロス、ポーラ・プレンティス、ピーター・マスターソン                                     | アメリカ合衆国の旗                  | |
| メカゴジラの逆襲 Terror of Mechagodzilla                                                 | 本多猪四郎                                          | 平田昭彦、佐々木勝彦                                                                               | 日本の旗                            | |
| SF最後の巨人 The Ultimate Warrior                                                        | ロバート・クローズ                                  | Wabei Slyolwe、ウィリアム・スミス                                                                  | アメリカ合衆国の旗                  | |
| 1976                                                                                     |                                                     | |                                     | |
| Any Day Now                                                                              | Roeland Kerbosch                                    | | オランダの旗                        | |
| 地底王国 At the Earth's Core                                                             | ケヴィン・コナー                                    | ダグ・マクルーア、ピーター・カッシング                                                             | イギリスの旗                        | |
| エンブリヨ Embryo                                                                        | ラルフ・ネルソン                                    | ロック・ハドソン, バーバラ・カレラ, ダイアン・ラッド                                               | アメリカ合衆国の旗                  | [ 19 ] |
| 未来世界 en:Futureworld                                                                  | リチャード・T・ヘフロン                             | ピーター・フォンダ, ブライス・ダナー, アーサー・ヒル                                               | アメリカ合衆国の旗                  | |
| ディーモン 悪魔の受精卵 God Told Me To                                                   | ラリー・コーエン                                    | トニー・ロビアンコ                                                                                 | アメリカ合衆国の旗                  | |
| 2300年未来への旅 Logan's Run                                                             | マイケル・アンダーソン                              | マイケル・ヨーク、リチャード・ジョーダン、ジェニー・アガター                                       | アメリカ合衆国の旗                  | アカデミー視覚効果賞とサターンSF映画賞を受賞。 |
| 地球に落ちて来た男 The Man Who Fell to Earth                                             | ニコラス・ローグ                                    | デヴィッド・ボウイ、キャンディ・クラーク、リップ・トーン                                           | イギリスの旗                        | ネビュラ賞スクリプト部門、サターン賞男優賞受賞。 |
| The Rat Savior                                                                           | Alexander Green                                     | Ivica Vidovic、Relja Basic                                                                         | セルビアの旗                        | |
| 中国超人インフラマン The Super Inframan                                                  | ホア・シャン                                        | ダニー・リー、Wang Hsieh、Lin Wen-wei                                                              | 香港の旗 · 日本の旗                 | スーパーヒーロー映画 |
| 1977                                                                                     |                                                     | |                                     | |
| 未知との遭遇 Close Encounters of the Third Kind                                          | スティーヴン・スピルバーグ                          | リチャード・ドレイファス、フランソワ・トリュフォー、テリー・ガー                                   | アメリカ合衆国の旗                  | アカデミー撮影賞、特別業績賞、グラミー賞映画楽曲賞受賞、1977年興業収益第二位。                                                                                  |
| 世界が燃えつきる日 Damnation Alley                                                       | ジャック・スマイト                                  | ジャン＝マイケル・ヴィンセント、ジョージ・ペパード、ドミニク・サンダ                               | アメリカ合衆国の旗                  | |
| デモン・シード Demon Seed                                                                | ドナルド・キャメル                                  | ジュリー・クリスティ、フリッツ・ウィーヴァー、ゲリット・グレアム                                   | アメリカ合衆国の旗                  | |
| 巨大蟻の帝国 Empire of the Ants                                                          | バート・I・ゴードン                                 | ジョーン・コリンズ、ロバート・ランシング、ジョン・カーソン                                         | アメリカ合衆国の旗                  | |
| HARDWARE WARS/ハードウェア・ウォーズ en:Hardware Wars                                    | アーニー・フォセリアス                              | スコット・マシューズ                                                                               | アメリカ合衆国の旗                  | 短編パロディ映画 |
| 溶解人間 The Incredible Melting Man                                                      | ウィリアム・サックス                                | アレックス・リーバー、バー・デベニング、マイロン・ヒーリー                                         | アメリカ合衆国の旗                  | |
| ドクター・モローの島 The Island of Dr. Moreau                                            | ドン・テイラー                                      | バート・ランカスター、マイケル・ヨーク、ナイジェル・ダヴェンポート                                 | アメリカ合衆国の旗                  | |
| 巨大クモ軍団の襲撃 en:Kingdom of the Spiders                                             | ジョン・カードス                                    | ウィリアム・シャトナー、ティファニー・ボーリング                                                   | アメリカ合衆国の旗                  | |
| 続・恐竜の島 The People That Time Forgot                                                 | ケヴィン・コナー                                    | パトリック・ウェイン、ダグ・マクルーア                                                             | イギリスの旗 · アメリカ合衆国の旗   | |
| 恐竜・怪鳥の伝説                                                                         | 倉田準二                                            | 渡瀬恒彦, 林彰太郎                                                                                 | 日本の旗                            | |
| スターシップ・インベーション en:Starship Invasions                                       | エド・ハント                                        | ロバート・ヴォーン, クリストファー・リー                                                           | カナダの旗                          | |
| スター・ウォーズ エピソード4/新たなる希望 Star Wars Episode IV: A New Hope               | ジョージ・ルーカス                                  | マーク・ハミル、アンソニー・ダニエルズ、キャリー・フィッシャー、ピーター・カッシング               | アメリカ合衆国の旗                  | アカデミー作曲賞、美術賞、録音賞、編集賞、衣裳デザイン賞、視覚効果賞、特別業績賞、サターンSF映画賞、ヒューゴー賞長編映像賞受賞。また、1977年の興業収益第一位。  |
| 宇宙戦艦ヤマト                                                                           | 舛田利雄                                            | | 日本の旗                            | アニメ映画 |
| 惑星大戦争 The War in Space                                                              | 福田純                                              | 池部良、浅野ゆう子                                                                                 | 日本の旗                            | |
| 監獄都市ブラッド en:Welcome to Blood City                                                | ピーター・サスディ                                  | ジャック・パランス, キア・デュリア, サマンサ・エッガー, バリー・モース                             | イギリスの旗 · カナダの旗           | [ 20 ] |
| ウィザーズ Wizards                                                                       | ラルフ・バクシ                                      | | アメリカ合衆国の旗                  | アニメ映画 |
| 1978                                                                                     |                                                     | |                                     | |
| The Alien Factor                                                                         | ドン・ドーラー                                      | ドン・レイファート、トム・グリフィス、Richard Dyszel                                               | アメリカ合衆国の旗                  | |
| アルファ・インシデント en:The Alpha Incident                                             | ビル・レバーン                                      | ラルフ・ミーカー,スタッフォード・モーガン,ジョン・F・ゴフ                                          | アメリカ合衆国の旗                  | |
| 宇宙空母ギャラクティカ en:Battlestar Galactica                                           | リチャード・A・コーラ                               | リチャード・ハッチ, ダーク・ベネディクト, ローン・グリーン                                         | アメリカ合衆国の旗                  | テレビドラマ『宇宙空母ギャラクティカ』のパイロット版「ギャラクティカ発進！人類滅亡の危機を救え」（原題：Saga of a Star World）の劇場向け編集版                  |
| ブラジルから来た少年 The Boys from Brazil                                                | フランクリン・J・シャフナー                         | グレゴリー・ペック、ローレンス・オリヴィエ、ジェームズ・メイソン                                   | アメリカ合衆国の旗                  | アイラ・レヴィンの同名小説が原作 |
| ブルークリスマス                                                                         | 岡本喜八                                            | 勝野洋, 竹下景子, 仲代達矢                                                                         | 日本の旗                            | [ 21 ] |
| カプリコン・1 Capricorn One                                                              | ピーター・ハイアムズ                                | エリオット・グールド、ジェームズ・ブローリン、ブレンダ・ヴァッカロ                                 | アメリカ合衆国の旗                  | |
| スペースキャット The Cat from Outer Space                                                | ノーマン・トーカー                                  | ケン・ベリー、サンディ・ダンカン、ハリー・モーガン                                                 | アメリカ合衆国の旗                  | |
| デススポーツ Deathsport                                                                  | アラン・アーカッシュ、ヘンリー・スソ                | デビッド・キャラダイン、クラウディア・ジェニングス、リチャード・リンチ                             | アメリカ合衆国の旗                  | |
| SF/ボディ・スナッチャー Invasion of the Body Snatchers                                   | フィリップ・カウフマン                              | ドナルド・サザーランド、ブルック・アダムス、レナード・ニモイ                                       | アメリカ合衆国の旗                  | リメイク作品。サターン賞監督賞、音響賞受賞。 |
| レーザーブラスト Laserblast                                                              | マイケル・レエ                                      | キム・ミルフォード、ジャンニ・ルッソ、ロン・マサック                                               | アメリカ合衆国の旗                  | |
| ナチス・クローン The Lucifer Complex                                                     | ケネス・ハートフォード, デヴィッド・L・ヒューイット | ロバート・ヴォーン, アルド・レイ                                                                   | アメリカ合衆国の旗                  | [ 22 ] [ 23 ] |
| 宇宙からのメッセージ                                                                     | 深作欣二                                            | ビック・モロー、千葉真一、フィリップ・カズノフ                                                     | 日本の旗                            | |
| 恐竜の惑星 Planet of Dinosaurs                                                           | ジェームズ・K・シェア                               | ジェームズ・ウイットワース                                                                         | アメリカ合衆国の旗                  | |
| 殺人バクテリアM-3 Plague                                                                 | エドワード・ハント                                  | | カナダの旗                          | |
| 続・星の国から来た仲間 en:Return from Witch Mountain                                     | ジョン・ハフ                                        | キム・リチャーズ, アイク・アイゼンマン, ベティ・デイヴィス, クリストファー・リー                   | アメリカ合衆国の旗                  | 『星の国から来た仲間』の続篇 |
| さらば宇宙戦艦ヤマト 愛の戦士たち                                                        | 松本零士, 舛田利雄                                  | | 日本の旗                            | アニメ映画 |
| スーパーマン Superman                                                                    | リチャード・ドナー                                  | マーロン・ブランド、ジーン・ハックマン、クリストファー・リーヴ                                     | イギリスの旗 · アメリカ合衆国の旗   | アカデミー特別業績賞（視覚効果）、サターンSF映画賞、ヒューゴー賞最優秀映像作品賞、グラミー賞映画音楽楽曲賞受賞。また、1978年の興業収益第一位を記録。            |
| アトランティス7つの海底都市 Warlords of Atlantis                                         | ケヴィン・コナー                                    | ダグ・マクルーア、ピーター・ギルモア、シェーン・リマー                                             | イギリスの旗                        | |
| 1979                                                                                     |                                                     | |                                     | |
| エイリアン Alien                                                                         | リドリー・スコット                                  | トム・スケリット、シガニー・ウィーバー、ヤフェット・コットー                                       | イギリスの旗 · アメリカ合衆国の旗   | アカデミー視覚効果賞、サターンSF映画賞、ヒューゴー賞長編映像部門受賞。                                                                                          |
| The Alien Encounters                                                                     | エドワード・ハント                                  | ヘレン・シェイヴァー、Kurt Schiegl                                                                 | カナダの旗                          | |
| ブラックホール The Black Hole                                                            | ゲイリー・ネルソン                                  | マクシミリアン・シェル、アンソニー・パーキンス、ロバート・フォスター                               | アメリカ合衆国の旗                  | |
| ザ・ブルード/怒りのメタファー The Brood                                                  | デヴィッド・クローネンバーグ                        | オリヴァー・リード、サマンサ・エッガー、アート・ヒンデル                                           | カナダの旗                          | |
| 25世紀の宇宙戦士キャプテン・ロジャース Buck Rogers in the 25th Century                   | ダン・ホラー                                        | ギル・ジェラード, エリン・グレイ, パメラ・ヘンズリー                                               | アメリカ合衆国の旗                  | 日本でのテレビ放送時のタイトルは『スペース・レイダース』 |
| ザ・ダーク The Dark                                                                      | ジョン・カードス                                    | ウィリアム・ディヴェイン、キャシー・リー・コスビー、リチャード・ジャッケル                         | アメリカ合衆国の旗                  | |
| マッドマックス Mad Max                                                                   | ジョージ・ミラー                                    | メル・ギブソン、ジョアン・サミュエル、ヒュー・キース・バーン                                       | オーストラリアの旗                  | |
| メテオ Meteor                                                                            | ロナルド・ニーム                                    | ショーン・コネリー、ナタリー・ウッド                                                               | アメリカ合衆国の旗                  | |
| 宇宙空母ギャラクティカ サイロン・アタック Mission Galactica: The Cylon Attack            | ヴィンス・エドワーズ, クリスチャン・I・ネイビー二世 | リチャード・ハッチ, ダーク・ベネディクト, ローン・グリーン                                         | アメリカ合衆国の旗                  | TVシリーズ版の「対決!空母ペガサス 決死の大作戦 Part1」（原題：The Living Legend）と「サイロン帝国の逆襲」（原題： Fire in Space）を再編集して一つにまとめた作品 |
| 007 ムーンレイカー Moonraker                                                             | ルイス・ギルバート                                  | ロジャー・ムーア、ロイス・チャイルズ、マイケル・ロンズデール                                       | イギリスの旗 · フランスの旗         | |
| 宇宙船アラーゴX101の冒険 Pluk, naufragé de l'espace                                      | ジャン・イマージュ                                  | | フランスの旗                        | アニメ映画 |
| クィンテット Quintet                                                                     | ロバート・アルトマン                                | ポール・ニューマン、ヴィットリオ・ガスマン、フェルナンド・レイ                                     | アメリカ合衆国の旗                  | |
| 戦国自衛隊                                                                               | 斎藤光正                                            | 千葉真一, 渡瀬恒彦, 夏木勲                                                                         | 日本の旗                            | 半村良による同名の小説が原作 |
| 人喰いエイリアン Spaced Out                                                              | ノーマン・J・ウォーレン                             | バリー・ストークス, サリー・フォークナー                                                           | イギリスの旗                        | |
| 未来元年・破壊都市 Ravagers                                                              | リチャード・コンプトン                              | リチャード・ハリス, アーネスト・ボーグナイン, アン・ターケル, アート・カーニー                     | アメリカ合衆国の旗                  | |
| ストーカー Stalker                                                                       | アンドレイ・タルコフスキー                          | アレクサンドル・カイダノフスキー、アリーサ・フレインドリフ、ニコライ・グリニコ                     | ソビエト連邦の旗 · 西ドイツの旗     | 小説『路傍のピクニック』が原作 |
| スタートレック Star Trek: The Motion Picture                                             | ロバート・ワイズ                                    | ウィリアム・シャトナー、レナード・ニモイ、デフォレスト・ケリー                                     | アメリカ合衆国の旗                  | |
| スタークラッシュ Starcrash                                                               | ルイジ・コッツィ                                    | マージョー・ゴートナー、キャロライン・マンロー、クリストファー・プラマー、デヴィッド・ハッセルホフ | アメリカ合衆国の旗                  | |
| ピルクスの審問 Test pilota Pirxa                                                         | マレク・ペストラク                                  | ウラジミール・イワショフ, アレクサンドル・カイダノフスキー, セルゲイ・デスニッキー                 | ポーランドの旗 · ソビエト連邦の旗   | [ 24 ] |
| タイム・アフター・タイム Time After Time                                                 | ニコラス・メイヤー                                  | マルコム・マクダウェル , デビッド・ワーナー, メアリー・スティーンバージェン                        | アメリカ合衆国の旗                  | |
| 吸血の館 Thirst                                                                          | ロッド・ハーディ                                    | シャンタル・コントゥーリ                                                                           | オーストラリアの旗                  | |

## 関連
- 火星を舞台とした映画一覧